# Guerre israélo-arabe de 1948-1949
Vous lisez un « article de qualité » labellisé en 2008.
Cet article traite de la seconde phase de la Guerre israélo-arabe de 1948.
La première phase est la Guerre civile de 1947-1948 en Palestine mandataire.
Conflit israélo-arabe
Batailles
- Opération Namal
- Bataille de Latroun
- Bataille d'al-Malikiyya
- Campagne des 10 jours
- Opération Dani
- Opération Dekel
- Opération Kedem
- Opération Avak
- Opération Yoav
- Bataille d'El-Magdel
- Opération Hiram
- Opération Horev
- Bataille de Nitzanim
- Opération Nahshon

La guerre israélo-arabe de 1948-1949 est un conflit militaire qui débute le 15 mai 1948, au terme du mandat britannique sur la Palestine. Seconde phase de la guerre israélo-arabe de 1948 après six mois de guerre civile intense entre populations juive et arabe, elle constitue une escalade géopolitique de grande ampleur et oppose Israël, qui vient de proclamer son indépendance la veille, à une coalition arabe de plusieurs pays de la région. Elle se termine avec les différents cessez-le-feu israélo-arabes, conclus entre février et juillet 1949.
Dès le 30 novembre 1947, le lendemain du vote par l'ONU du plan de partage de la Palestine, les forces paramilitaires juives (la Haganah soumise au Yichouv, le Palmah, unité d'élite créée en 1941, l'Irgoun, scission de la Haganah créée en 1931 et le Lehi, ou « groupe Stern », scission de l'Irgoun apparue au début de l'année 1941) affrontent les irréguliers arabes palestiniens et les volontaires de l'Armée de libération arabe, tandis que les Britanniques, qui avaient obtenu de la Société des Nations un mandat en 1922 et qui sont responsables de l'administration du pays, commencent à évacuer leurs forces armées, composées d'environ 100 000 hommes. Les forces arabes palestiniennes sont défaites ; plusieurs villes mixtes, à l'exception notable de Jérusalem, sont sous le contrôle des forces paramilitaires juives et 350 000 à 400 000 Palestiniens ont déjà pris les routes de l'exode, fuyant les combats ou expulsés de leurs villages par les forces juives, notamment à partir de la mise en œuvre du plan Daleth fin mars 1948.
Le 14 mai 1948 à minuit, le mandat britannique sur la Palestine s'achève officiellement. L'État d'Israël a été proclamé le même jour à Tel Aviv, dans une salle du musée des Beaux-Arts vers 16 heures par David Ben Gourion, alors président du Yichouv — qui sera ensuite le premier des chefs de gouvernement israélien — et concerne une partie du territoire. Au vu de la situation catastrophique des forces palestiniennes arabes, les États arabes voisins, qui contestent la création d'Israël, décident d'intervenir et plusieurs armées arabes envahissent l'ancienne Palestine mandataire. Les forces arabes palestiniennes sont dissoutes ou intégrées dans les armées arabes. Le premier « conflit israélo-arabe » débute. Du 15 mai au 11 juin, les forces arabes sont à l'offensive mais n'obtiennent pas de succès décisif sur les défenses israéliennes. Les deux camps subissent de lourdes pertes, en particulier autour de Jérusalem, et à bout de force, acceptent la trêve d'un mois demandée par le médiateur de l'ONU. Les forces arabes sont alors positionnées autour des zones contrôlées par les Israéliens mais ne réussissent pas à y pénétrer ni à réaliser le blocus de Jérusalem.
La trêve est mise à profit par les deux camps pour renforcer leur dispositif. Les Israéliens, qui six mois plus tôt, disposaient de 5 000 hommes, y parviennent avec plus d'efficacité, mobilisant largement la population civile, et faisant entrer des armes en grand nombre dans le pays. À l'issue de la trêve, le 10 juillet, ils se trouvent supérieurs à la fois en nombre de combattants et en matériel, pour affronter des adversaires politiquement et géographiquement divisés, et dont la préparation militaire s'avère insuffisante.
Tandis que l'ONU propose d'autres plans de partage, les Israéliens lancent de juillet 1948 à mars 1949 une série d'opérations militaires entrecoupées de cessez-le-feu, prenant le contrôle de toute la Galilée et du sud-ouest de la Samarie, de la majeure partie de la zone côtière, de l'ouest de la Judée jusqu'au secteur de Jérusalem, et enfin du Néguev. Durant la période du 15 mai 1948 à avril 1949, plus de 350 000 Palestiniens (sur les 720 000 de l'ensemble de l'exode palestinien) prennent la route de l'exode, fuyant les combats ou expulsés des zones contrôlées ou conquises par Israël. Simultanément, la situation des Juifs dans plusieurs pays arabes s'aggrave à la suite d'émeutes ou de politique ouvertement antisémites comme en Irak et l'émigration des Juifs hors des pays arabes s'amorce et sera aussi très importante : elle atteindra le nombre de plus de 600 000 personnes.

## Historiographie
L'historiographie de la guerre israélo-arabe de 1948 a connu plusieurs phases, différentes selon les pays et les options politiques des auteurs.

### Historiographie arabe et palestinienne
Selon Saleh Abd al-Jawad, les historiens palestiniens sont confrontés à plusieurs difficultés pour écrire l'histoire de cette guerre.
Tout d'abord un problème d'archives :
- de nombreuses sources de documents présents à Haïfa, Jaffa et Jérusalem ont été détruites pendant la guerre (bibliothèques, cadastre, archives ;
- les journaux en arabe ne paraissent plus après mai 1948, étant détruits par Israël ;
- les archives personnelles et d'institutions diverses ont été pillées par les Israéliens ;
- les archives de la formation militaire du Jaych al-Jihad al-Mouqaddas ont été confisquées par Israël et par la Jordanie en 1948 ; une partie a été brûlée en 1967 lors de la guerre des Six-Jours par crainte de représailles, et ce qu'il en restait a été confisqué par Israël quand il a saisi le fonds de la maison d'Orient ;
- en 1982, l'armée israélienne a pillé les archives du centre de recherches de la Palestine à Beyrouth ;
- d'autres archives ont été détruites par Israël comme celles des tribunaux de Naplouse et de Jérusalem ;
- les pays arabes interdisent tout accès à leurs archives concernant cette guerre.

Tous les documents confisqués par Israël ont été transférés aux Archives israéliennes et sont interdites d'accès aux Palestiniens. Autre difficulté : après la Nakba, les intellectuels palestiniens se sont retrouvés dans des conditions matérielles précaires, ce qui n'a plus facilité la production historique.
Ces conditions expliquent le recours important aux témoignages et à l'histoire orale (voir massacre de Tantoura).
Parmi d'autres facteurs, l'histoire est traditionnellement une discipline mineure dans le monde arabe.

## Contexte

### Nationalismes arabe et sioniste en Palestine mandataire

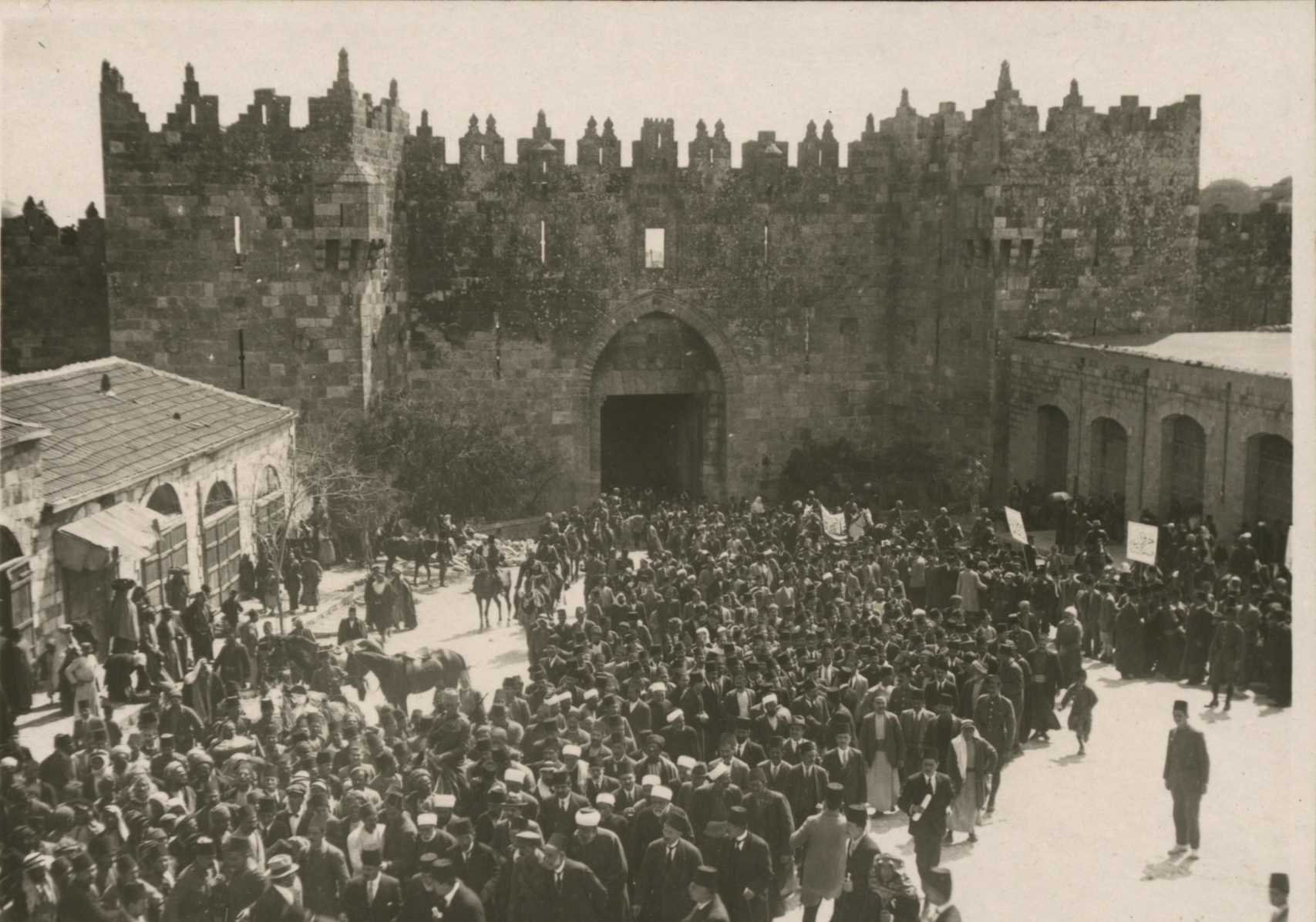
Manifestation anti-sioniste à la porte de Damas (Jérusalem) (8 mars 1920).

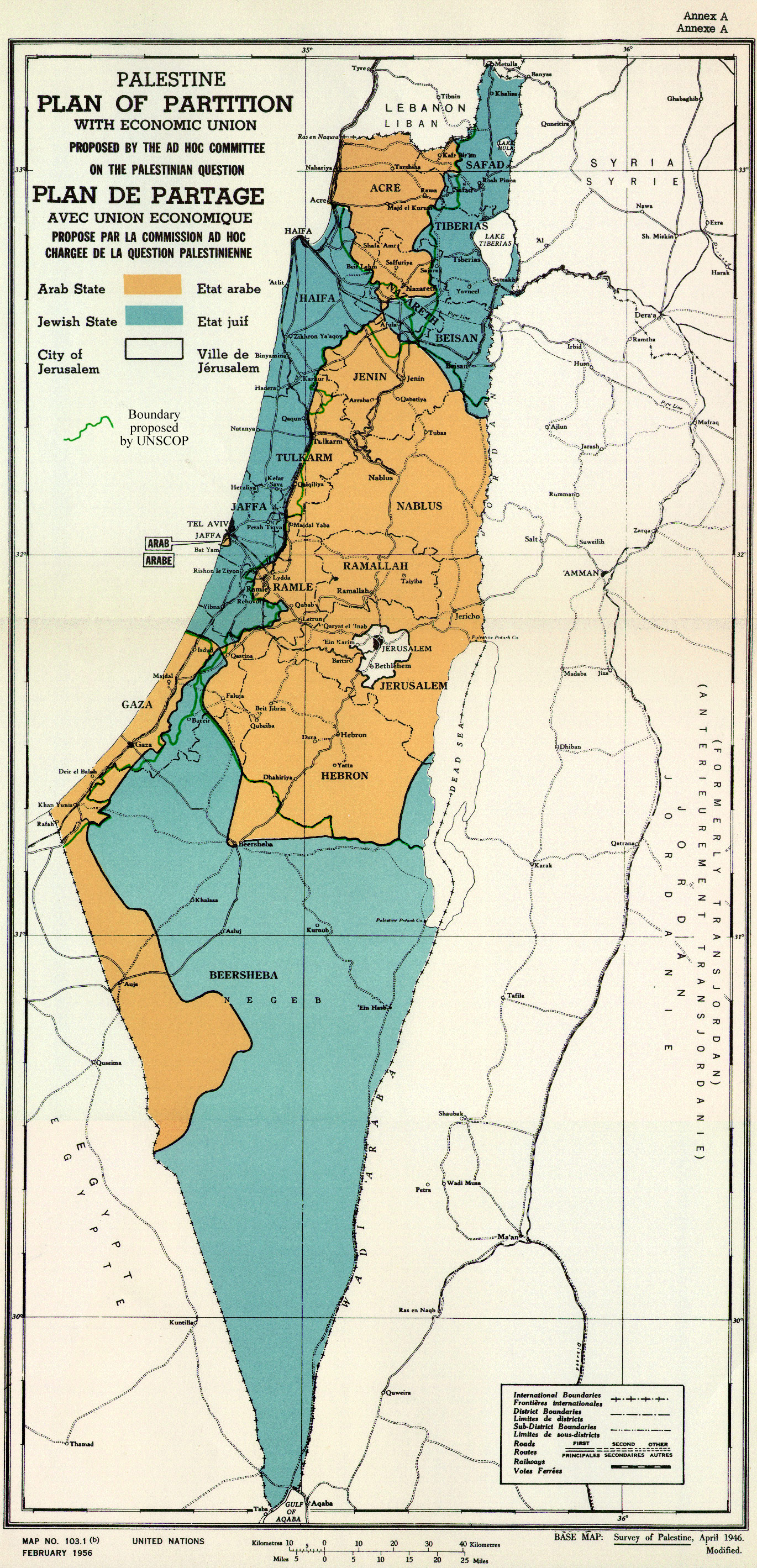
Le plan de partage de la Palestine de 1947 scinde la Palestine en 7 zones. 3 sont attribuées au Yishuv ; 3 aux Arabes palestiniens et Jérusalem et ses environs sont placés sous administration internationale.

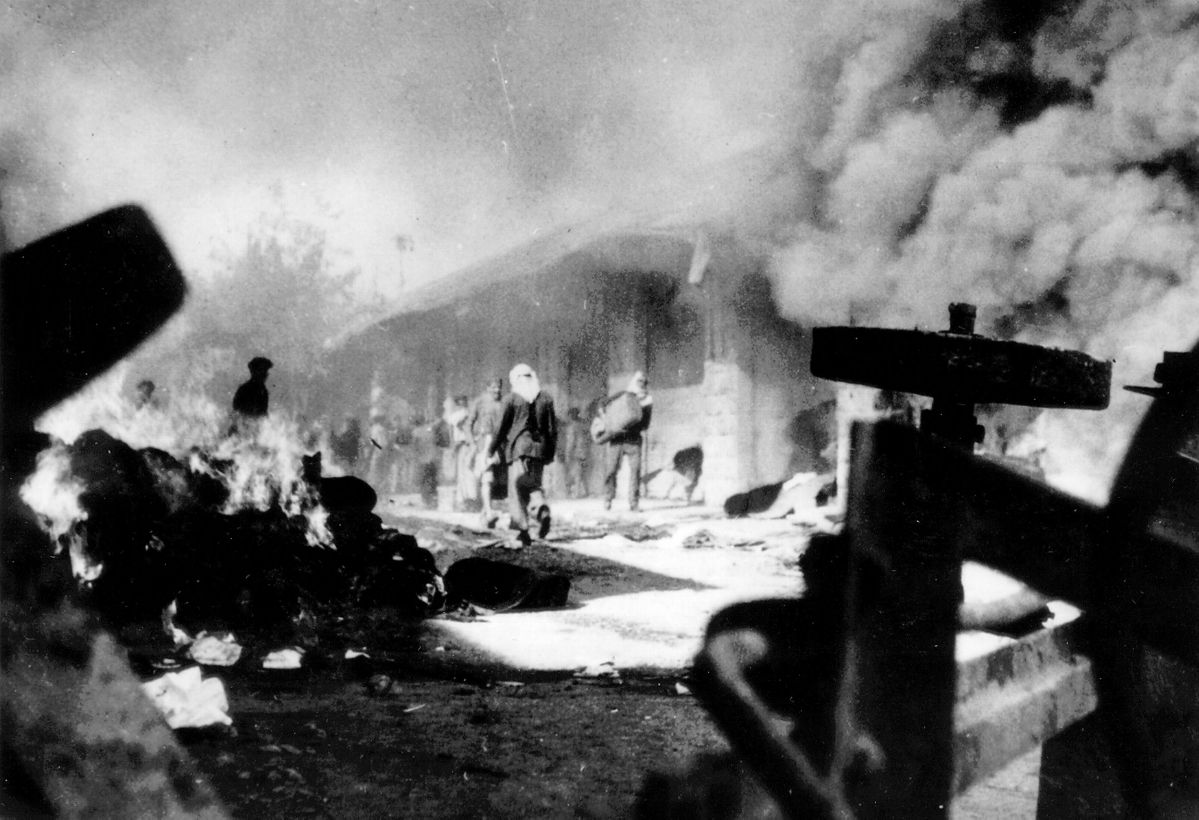
Arabes attaquant le centre commercial de Mamilla à Jérusalem (2 décembre 1947)

La région est historiquement un territoire dominé depuis sa conquête en 1517 par l'Empire ottoman. Elle abrite certains des lieux les plus saints du judaïsme, du christianisme et de l'islam. Depuis la seconde partie du XIXe siècle, un nombre croissant de Juifs sionistes s'installent dans la région.
La ville juive de Rishon LeZion est fondée en 1882 grâce au financement du baron Edmond de Rothschild puis, à partir de 1901, des terres agricoles et fermes sont achetées via le Fonds national juif pour permettre d'évacuer les Juifs d'Europe de l'Est, régulièrement victimes de pogroms.
En 1908, sont lancés les travaux pour ouvrir le Technion, première université juive. En 1925, la deuxième université juive ouvrira ; il s'agit de l'université hébraïque de Jérusalem. Le mouvement sioniste envisage alors de négocier directement avec l'Empire ottoman, la création d'une zone politiquement auto-gérée.
Allié entre 1914 et 1918 avec l'Allemagne et l'Autriche-Hongrie, l'Empire ottoman connaît une lourde défaite militaire face aux Anglais au Proche-Orient lors de la Première Guerre mondiale.
À compter de décembre 1917, les Britanniques contrôlent Jérusalem et le secteur central de la Palestine. Dès 1918, la Palestine est sous contrôle et administration britanniques et en 1922, la Palestine est un territoire officiellement placé sous mandat britannique, au vu de la décision prise par la Société des Nations, siégeant à Genève. Les Britanniques font des promesses aux Juifs et aux Arabes. La région va progressivement faire l'objet d'un conflit entre sionistes juifs et arabes palestiniens qui s'opposent l'un à l'autre ainsi qu'à l'Empire britannique .
La lutte palestinienne culmine avec la grande révolte de 1936-1939, finalement écrasée par les Britanniques aidés par la Haganah, l'organisation paramilitaire juive et par les « notrim » , policiers juifs armés et formés par les Britanniques. À l'issue de la révolte, les Britanniques mettent en place une commission dite commission Peel, du nom de son président et proposent en 1937 la partition de la Palestine en trois zones : l'une juive, l'autre arabe et la troisième - autour de Jérusalem et établissant un corridor d'accès vers la Méditerranée, confiée aux Britanniques. En 1939, ils publient un Livre blanc qui est favorable aux revendications arabes. Ce document décrète notamment en Palestine la quasi fin de l'immigration juive (soit au maximum 15 000 personnes jusqu'en 1945), alors que les mesures antisémites sont en place notamment dans l'Allemagne hitlérienne et que les sionistes demandaient la venue d'un maximum de Juifs allemands et autrichiens.

C'est ensuite au tour des Juifs de lancer une insurrection armée mais celle-ci s'interrompt avec la Seconde Guerre mondiale. À compter de février 1944, les groupes armés droitiers sionistes (Irgoun et Lehi), qui furent ensuite rejoints en octobre 1945 par la Haganah, déclenchent une vague d'attentats de violences anti-britanniques. Le 4 janvier 1946, une commission officielle anglo-américaine est créée à Washington afin d'étudier la situation et de faire des propositions au sujet de l'avenir de la Palestine ; elle fait des auditions des représentants des deux parties et rend un rapport en date du 20 avril 1946 - publié à Lausanne mais ses recommandations - au nombre de 10 - ne sont pas retenues par les parties en Palestine. Le 15 mai 1947, par une résolution, l'ONU crée la Commission spéciale des Nations unies pour la Palestine (en initiales anglaises : UNSCOP) qui doit veiller à trouver des solutions sur l'avenir de la Palestine. Le secrétaire britannique aux Colonies Creech-Jones annonce le 26 septembre 1947 que la Grande-Bretagne se démet de son mandat sur la Palestine et que la puissance mandataire quittera la Palestine pour le 15 mai 1948 au matin. Il déclare que son pays souhaite que l'ONU soit la structure temporaire devant participer à la gestion de la Palestine, soumise à des actions violentes menées par les groupes armés sionistes et arabes palestiniens depuis 1944.

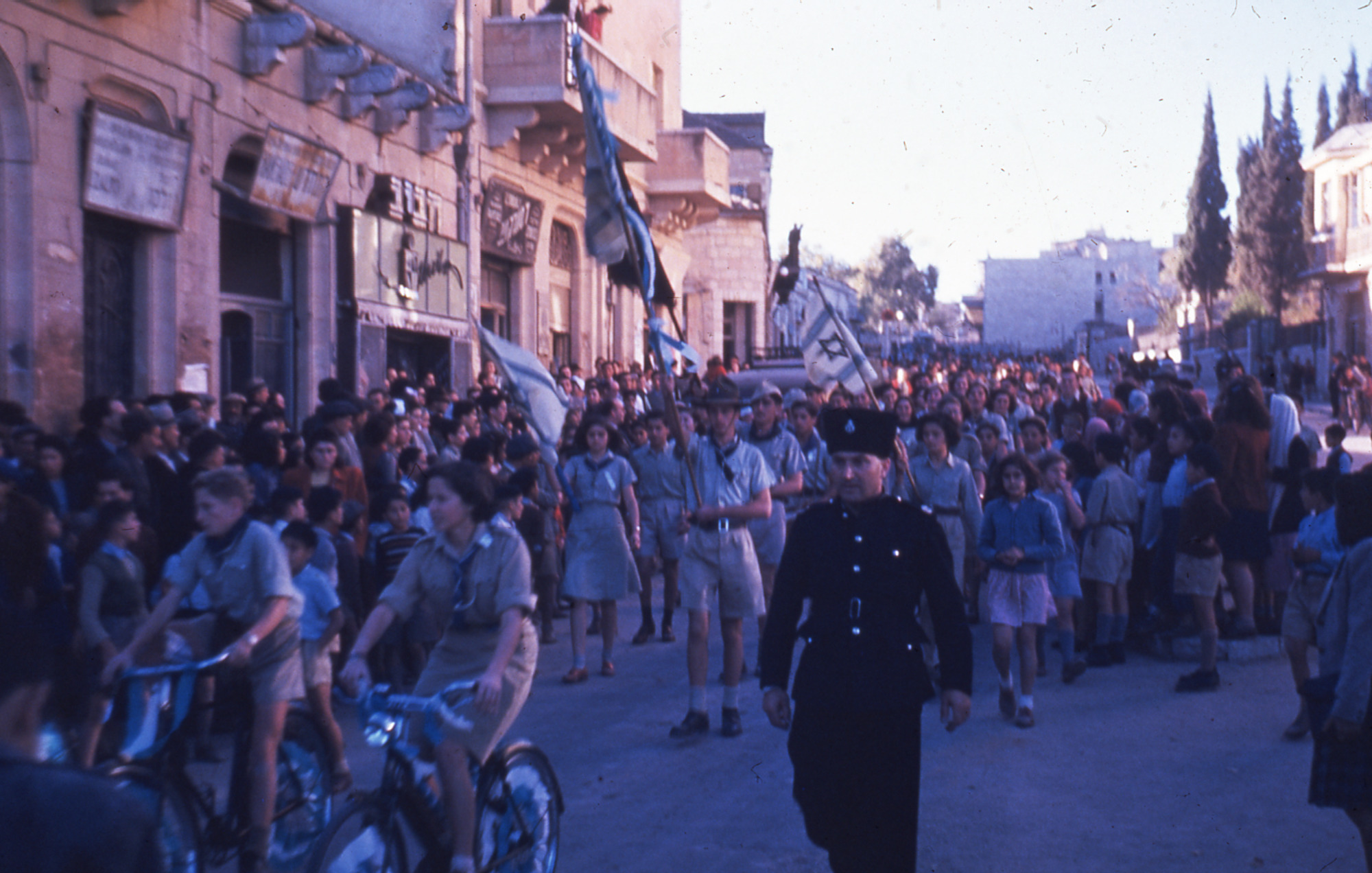
Défilé de joie après l'acceptation du Plan de partage, Jérusalem (novembre 1947)

Pour tenter d'amener la paix, l'ONU, créée en juin 1945, se prononce en faveur d'un plan de partage de la Palestine entre deux parties : un État juif, un État arabe et une zone internationale, autour de Jérusalem et Bethléem. C'est la résolution n° 181 du 29 novembre 1947, votée par 33 pays sur un total de 56 pays représentés . Les Britanniques, qui fuient les violences alors qu'ils disposent sur place d'environ 100 000 militaires pour garantir l'ordre public, font partie des 10 pays qui s'abstiennent et 13 autres pays s'opposent à cette résolution. Entre décembre 1947 et mai 1948, éclate une violente guerre civile entre mouvements et groupements armés juifs et arabes.
La résolution n° 181 est soutenue par la France et les deux grandes puissances de la guerre froide (États-Unis, Union soviétique) et est acceptée par la grande majorité des Juifs en Palestine (sauf par les partisans de l'Irgoun et du Lehi, qui auraient voulu un État juif beaucoup plus grand et large). Elle est totalement refusée par les Palestiniens arabes et par tous les pays du monde arabo-musulman.

### Accord entre Israël et la Jordanie
Officiellement, la Ligue arabe soutient l'idée d'un État arabe palestinien sur toute la Palestine. Le royaume hachémite de Jordanie, apparu en mai 1946 et successeur de l'ancien émirat de Transjordanie, créé par les Britanniques en avril 1921, avait l'armée arabe la plus puissante de la région (la Légion arabe). Selon certains chercheurs et historiens, il a eu un projet différent : annexer la plus grande partie possible de la Palestine, en empêchant la création d'un État arabe palestinien.
En janvier 1948, les Jordaniens et le Yichouv passent un accord secret pour se répartir les morceaux de Palestine : aux Jordaniens la plus grande partie de la zone dévolue à l’État arabe de Palestine ; aux Juifs l’assurance que la légion arabe ne les combattrait pas. Cet accord est validé en février 1948, lors d'une rencontre à Londres où le premier ministre jordanien obtient l’assentiment britannique. « Les Anglais […] en firent la pierre angulaire de leur propre politique en Palestine ». Les officiers britanniques qui commandent la Légion arabe peuvent rester à son service à condition qu'il n'attaque pas l'État juif. Londres ne veut ni d'une invasion des zones juives, ni de la création d’un État palestinien qui serait dirigé par le grand mufti Al-Husseini. Le 2 mai, Shlomo Shamir rencontre deux commandants, britanniques, de la Légion arabe, le colonel Crocker et le major Goldie, où les Israéliens informent les représentants de la Jordanie de la portion de territoire qu’ils entendent laisser au roi Abdallah. Aucun accord n’est conclu au sujet de Jérusalem, Ben Gourion pensant son armée assez forte pour s’emparer de la totalité de la ville trois fois sainte.
Le 26 mai, le roi Abdallah Ier déclare : « Tous nos efforts pour trouver une solution pacifique au problème palestinien ont échoué. L'unique voie qu'il nous reste est la guerre. J'aurai le plaisir et l'honneur de sauver la Palestine ».
La position de la Jordanie, face à une forte pression populaire contre la création d'Israël, est d'ailleurs difficile et reste à ce titre secrète, Abdallah Ier rejetant officiellement la création d'un État juif. En secret, il conclut un accord partiel avec l'Agence juive. Golda Meir, plus tard ministre puis Premier Ministre d'Israël, rencontre le roi de Jordanie le 10 mai 1948, à la suite de l'attaque du kibboutz Kfar Etzion et rapporte à Ben Gourion : « notre entrevue fut amicale. Il paraissait soucieux et son visage était bouleversé. Il n'a pas nié nos rencontres et nos accords précédents, qu'il prendrait le contrôle de la partie arabe ; mais aujourd'hui il est un parmi cinq [pays arabes]». Le roi propose par la suite à l'Agence juive un nouvel accord, en cohérence avec ses déclarations publiques, qui aurait impliqué « un pays uni avec une autonomie pour les Juifs ».
Dans The Road to Jerusalem de Benny Morris, « à aucun moment les forces jordaniennes n'attaque[ront] ou n'occupe[ront] une zone de l'État juif (...) et si Israël et la Jordanie entrèrent dans la guerre de 1948 avec une compréhension tacite, non-écrite [et] secrète, de non-agression mutuelle, c'est d'abord Israël qui le viole[ra] en mai, en juin et à nouveau en juillet et en octobre 1948, pas la Jordanie. ».
Londres fait la demande au roi Abdallah Ier de ne pas entrer dans la zone internationale de Jérusalem et de ne pas combattre les forces juives. Mais la pression des Arabes palestiniens de Jérusalem qui demandent de l'aide, la crainte de voir Jérusalem et ses lieux saints tomber, et l'importance politique et stratégique de la Ville sainte poussent Abdallah Ier à faire intervenir la Légion.

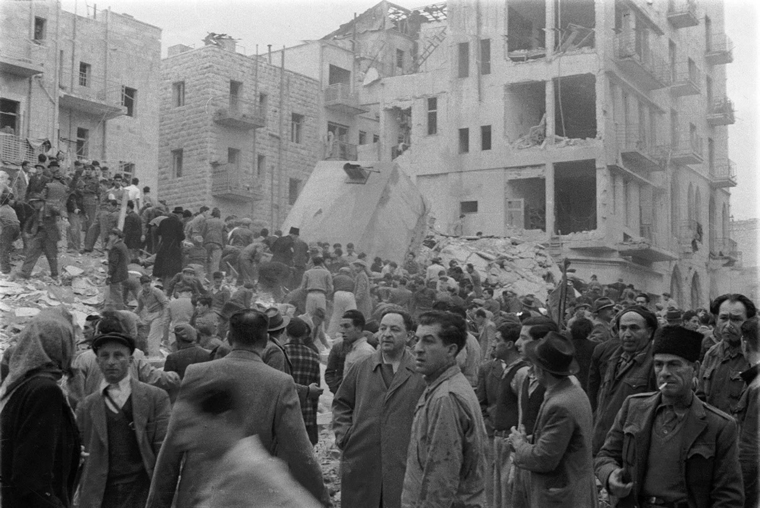
Attentat à la voiture piégée rue Ben Yehuda à Jérusalem, organisé par Amin al-Husseini, où 52 civils juifs sont tués (22 février 1948)

Sur le plan militaire, la particularité du jeune royaume hachémite de Jordanie est qu'il dispose d'une des meilleures armées au moment des hostilités, bien que de taille modérée : entre 8 000 et 10 000 hommes. Elle est équipée, entraînée et encadrée par 37 à 75 officiers britanniques, avec à leur tête le célèbre Glubb Pacha. Des éléments de la Légion arabe ont servi en Palestine mandataire en tant que force de police auxiliaire pour les Britanniques. Ces derniers auraient toutefois promis à l'Agence juive et à l'ONU que tous les légionnaires se seraient retirés en Jordanie pour la fin avril. Toutefois, ils reconnaissent que « pour des raisons techniques », le 15 mai, plusieurs compagnies sont toujours présentes dans plusieurs villes de Cisjordanie ainsi qu'à Latroun. Cette présence facilite l'entrée « en douceur » des forces jordaniennes en Palestine. Dès le 13 mai, avant même le début officiel du conflit, la Légion arabe avec des irréguliers palestiniens attaquent le village de Kfar Etzion, au sud de Jérusalem, lequel est conquis puis détruit.
Malgré ses positions ambiguës, dont se méfient d'autres États arabes, en particulier l'Égypte, le roi de Jordanie Abdallah Ier participe à toutes les réunions de la Ligue arabe et il est nommé commandant en chef des forces arabes.

### Préparation de la guerre
Du côté juif, on est très bien préparés à la guerre. Des milices paramilitaires existent depuis plusieurs décennies : Haganah, Lehi, Irgoun. Des soldats juifs ont servi dans l’armée britannique depuis la grande révolte arabe des années 30 et pendant la Seconde Guerre mondiale, où ils ont accumulé de l’expérience du combat : Special Night Squads Palmach. D’autres juifs s’engagent dans des unités comme le SOE. Enfin, des plans d’opérations ont été préparés, dont la dernière version, le plan Daleth, est achevé en mars 1948.
Les dirigeants du Yichouv préparent aussi la guerre du côté communication : ils proclament au monde le risque de nouvel Holocauste, bien qu’ils sachent que les armées arabes ne sont pas prêtes au combat. Avant le début de la guerre, Ben Gourion savait déjà que les forces armées juives étaient capables à la fois de tenir tête aux armées arabes et de mener l’expulsion des Palestiniens, d’autant que la seule armée arabe réellement opérationnelle, la légion arabe jordanienne, avait été neutralisée par un accord diplomatique.

### Fin du mandat britannique

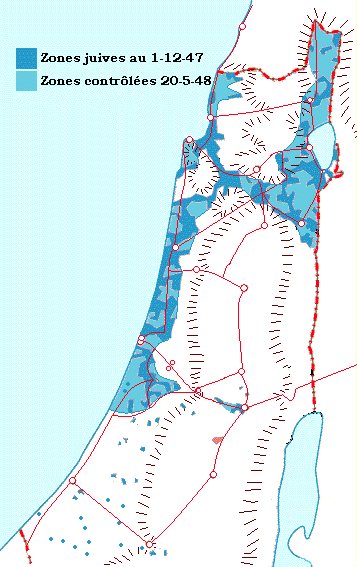
En bleu foncé : zones d'implantation juive le 1er décembre 1947. En bleu clair : conquêtes des milices sionistes pendant la guerre civile.

Dès le lendemain du vote du plan de partage de la Palestine à l'ONU le 29 novembre 1947, une guerre civile éclate entre nationalistes juifs et arabes palestiniens. Les forces britanniques, qui doivent rester dans le pays jusqu'à l'indépendance prévue par l'ONU des deux États et la création de la zone internationale autour de Jérusalem, soit le 15 mai 1948, restent globalement passives. Jusqu'à fin mars 1948, les opérations semblent tourner à l'avantage des Palestiniens et des volontaires arabes qui combattent en Palestine. La circulation entre les différentes zones juives est de plus en plus difficile et celles-ci sont isolées les unes des autres. En particulier, les 100 000 Juifs de Jérusalem sont assiégés.
Toutefois, cette situation n'est pas révélatrice de la réalité du rapport de forces qui semble être assez favorable aux forces juives, mieux commandées et mieux organisées. Au début avril, la Haganah, poussée par la nécessité de reprendre l'avantage avant l'entrée en guerre de plus en plus probable des États arabes, passe à l'offensive. Entre le début avril et la mi-mai 1948, les milices palestiniennes et les volontaires arabes sont écrasés. Durant les six dernières semaines du mandat britannique, les milices sionistes (Haganah, ses troupes d'élite du Palmach, l'Irgoun et le Lehi) prennent le contrôle de toutes les localités mixtes, à l'exception de Jérusalem qu'ils réussissent toutefois à ravitailler et rétablissent la communication entre les zones juives, assurant la continuité du territoire sous leur contrôle.
En avril et mai 1948, entre 250 000 et 300 000 Arabes palestiniens, fuyant devant l'approche des combats, chassés par ceux-ci, parfois expulsés par les troupes juives, s'engagent sur les routes de l'exode pour se réfugier en Galilée, en Samarie - qui sera la Cisjordanie, conquise dès juillet 1948 et gérée par les Jordaniens à compter de 1950 - ou dans les pays suivants : Liban, Syrie et dans la zone de Gaza (qui sera après conquise et gérée par l’Égypte, alors royaume très lié à la Grande Bretagne).

## Intervention des armées arabes (15 mai 1948-11 juin 1948)

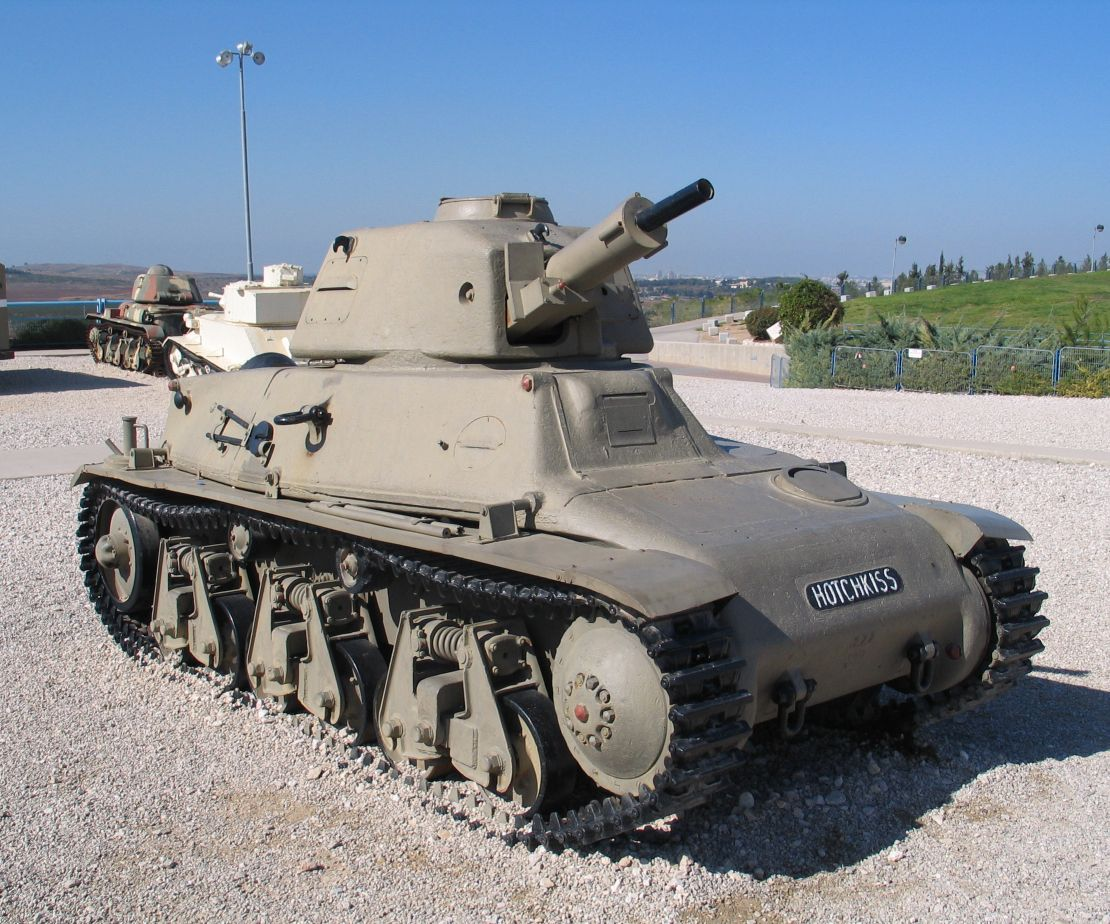
Un Hotchkiss H-39 fourni par la France aux Israéliens en juin 1948 (malgré l'embargo décrété par l'ONU), sur une décision du 16 mars 1948.

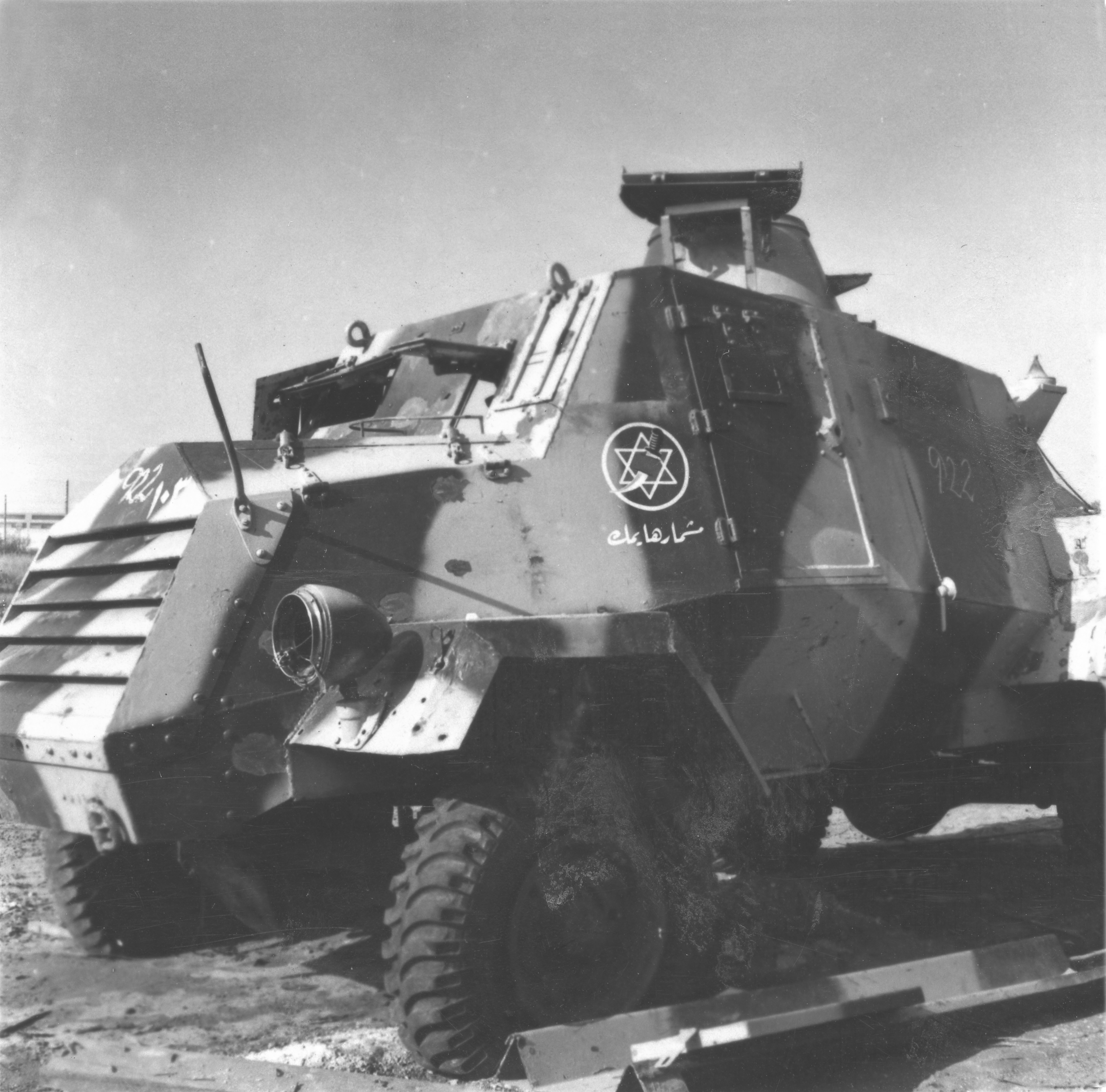
Véhicule blindé de Fawzi al-Qawuqji, commandant de l'Armée de libération arabe redéployée en Galilée (mai 1948).

La possibilité d'intervenir en Palestine a été discutée aux sommets de la Ligue arabe depuis 1946. Cependant, à l'exception de la Jordanie, ceux-ci ne souhaitent pas y envoyer des troupes. Les États arabes y sont entraînés malgré eux et leurs intentions sont d'empêcher la Haganah de conquérir toute la Palestine, de sauver les Palestiniens d'une « ruine totale » et d'éviter l'afflux d'encore plus de réfugiés dans leur propre pays. À cette date, 200 villages arabes ont été détruits et 250 000 Palestiniens sont sur les routes
Bien que les forces totales des armées arabes soient nominalement très importantes (selon les services de renseignements juifs de l’époque, la totalité des forces militaires des membres de la Ligue arabe se monte à 165 000 soldats avec un budget militaire de 28 000 000 de livres sterling, les forces arabes qui pénètrent effectivement en Palestine à compter du 15 mai 1948 sont sensiblement au niveau des forces juives, tout en étant handicapées par un commandement très divisé et de longues lignes de ravitaillement.
Les tout premiers jours de la guerre sont marqués par le bombardement par des avions égyptiens de Tel-Aviv où plusieurs dizaines de personnes sont tuées, le 18 mai 1948, à la gare centrale de bus.
L'historien israélien Shay Hazkani souligne que les motivations des Etats arabes étaient diverses : « Certains se battaient pour aboutir à un meilleur accord avec les sionistes, d’autres voyaient dans ce combat une première étape pour le renversement des régimes alliés au colonialisme occidental, d’autres encore entendaient envoyer leurs opposants combattre en Palestine pour réduire leur influence. »

### Forces en présence
Le 15 mai 1948, jour officiel de la fin du mandat britannique, au lendemain de la déclaration d'indépendance de l’État juif ou Israël, proclamée et lue le 14 mai 1948 à Tel Aviv par David Ben Gourion, président du Yichouv (conseil représentatif des Juifs établis en Palestine) et futur Premier ministre de l’État hébreu, dans une des salles du musée des Beaux-Arts, les armées des pays arabes (Égypte, Syrie, Irak, Jordanie) entrent en Palestine. Un contingent libanais est également prévu.
Suivant les sources, elles comptent de 5 500 à 10 000 Égyptiens, entre 4 500 à 9 000 membres de la Légion arabe jordanienne, entre 6 000 et 7 000 Syriens, entre 4 500 et 8 000 Irakiens et entre « une poignée » et 3 000 Libanais,. Ils se joignent aux 12 000 irréguliers arabes palestiniens et aux 3 000 à 10 000 hommes, de l'Armée de libération arabe.
Ils font face à la Haganah et ses 30 000 à 35 000, hommes, répartis pour moitié en une force fixe et pour moitié en une force mobile, auxquels il faut rajouter environ 3 000 hommes de l'Irgoun et plus de 1 000 combattants du Lehi.
Même si les historiens divergent quant à la composition exacte des forces, ils considèrent généralement que les forces en présence sont numériquement équivalentes en soulignant toutefois que les Israéliens ne disposent pas d'armement lourd ni d'aviation. Quelques avions ont bien été achetés en Europe, mais ne sont encore que faiblement parvenus aux forces israéliennes. La jeune aviation israélienne dispose au plus d'une trentaine d'avions au début de la guerre et de 900 hommes, dont 50 navigants et 350 mécaniciens,. Toutefois, « à partir du 14 mai, [...] un matériel plus important se déverse : des premiers canons de campagne le 15 mai, d'autres canons et des mortiers de 120 mm une semaine plus tard, des canons de 75 mm et des mitrailleuses de tous calibres le 28 mai, et peu après les fameux Messerschmitt vendus par Prague ». En 1948-1949, l'État d'Israël achète 251 avions de tous types, dont 233 atteignent Israël,. Ces armes ont été achetées antérieurement, et pour certaines se trouvent déjà en mer au moment de la création de l'État. Jon et David Kimché donnent le tableau suivant des forces en présence au 15 mai 1948 et qui illustre le rapport des forces en présence :
| Fronts                            | Israéliens | Arabes                                                           |
| --------------------------------- | ---------- | ---------------------------------------------------------------- |
| Sud                               | 5 000      | 5 000 Égyptiens                                                  |
| Sud profond et Hébron             | 1 500      | 4 000 Égyptiens                                                  |
| Jérusalem et corridor             | 4 500      | 4 000 Légion arabe transjordanienne et 1 000 Égyptiens           |
| Front central, Tel-Aviv, Natanaya | 3 000      | 3 000 Irakiens                                                   |
| Nord                              | 5 000      | 3 000 Syriens, 1 000 Libanais et 2 000 Armée de libération arabe |
| TOTAL                             | 19 000     | 23 000                                                           |

Ce décompte fait ne tient pas compte des volontaires juifs et non juifs composant le « Mahal », c'est-à-dire les volontaires venant des pays étrangers, soutenant la cause sioniste de novembre 1947 à mai 1948 puis l’État d'Israël, après sa création (environ 3 500 à 4 000 hommes, souvent anciens combattants entre 1939 et 1945, au sein des forces des pays alliés et ayant joué un grand rôle, notamment dans la jeune armée de l'Air israélienne .

#### Participation libanaise à la guerre
L'historiographie traditionnelle prend en compte les 3 000 hommes des forces libanaises dans les armées arabes. Toutefois, l'historien Benny Morris parle quant à lui d'une « poignée » d'hommes réellement engagés.
Dans les faits, quelques jours avant l'entrée des forces arabes en Palestine, les Libanais annoncent qu'ils ne participeront pas aux opérations, ce qui oblige les Syriens et les Irakiens à revoir leurs plans. En juin 1947, David Ben Gourion aurait obtenu du gouvernement maronite libanais de ne pas intervenir dans les combats pour quelques milliers de livres et certains chiites libanais auraient aussi émis des réserves quant à une intervention. L'armée libanaise se déploie le long de la route côtière, côté libanais, et le commandement chrétien de l'armée libanaise autorise 300 volontaires à rejoindre l'Armée de libération arabe ou les Syriens.

#### Le rapport de force
La conscience populaire israélienne s'est bâtie autour de l'idée d'« un petit David juif confrontant un Goliath arabe géant ». On retrouve cette vision dans l'ouvrage de Lapierre et Collins, Ô Jérusalem, où les auteurs soulignent que le monde arabe est une entité 30 fois plus peuplée et 200 fois plus étendue que la Palestine. En 1977, un diplomate israélien écrit : « Cinq armées arabes et des contingents de deux autres armées arabes, équipées de tanks, d'artillerie et d'avions de combat modernes (...) ont envahi Israël par le nord, l'est et le sud. Une guerre totale a été imposée au Yishouv dans les conditions les plus difficiles » et on rencontre fréquemment l'expression consacrée selon laquelle « sept armées arabes envahirent l'État juif nouvellement créé. »
Dans son livre Analyse d'un miracle, Arthur Koestler rapporte « qu'interrogé par la Commission d'enquête anglo-américaine en mars 1946, le commandant en chef des forces britanniques de Palestine, le général John D'Arcy, déclarait que si les troupes anglaises se retiraient de Palestine, la Haganah s'en emparerait le lendemain. (...) Et serait capable de tenir la Palestine contre le monde arabe tout entier. Le général Sir Alan Cunningham, dernier Haut Commissaire de Palestine, exprima une opinion similaire. Et pour Richard Crossmann de la Commission, citant un expert arabe du Caire, la Haganah était la plus puissante force militaire du Moyen-Orient, à part l'armée anglaise ».
De son côté, l'historiographie israélienne traditionnelle a toujours été plus prudente, présentant plutôt un rapport de force égal le 15 mai, comme l'indique le tableau de Jon et David Kimché, daté de 1960.
En dehors du nombre des armées arabes, se pose la question de leur organisation. Pour certains analystes, même en 1967, les armées ennemies d'Israël étaient incapables de se coordonner entre elles et donc Israël pouvait les affronter successivement, non réunies.
Depuis la fin des années 1980, les « nouveaux historiens » israéliens, et en particulier Ilan Pappé et Avi Shlaïm, soulignent qu'il s'agit là d'un des mythes fondateurs d'Israël et que le Yichouv n'a jamais été confronté au vu de sa supériorité militaire à un véritable risque d'extermination, sauf pendant les premières semaines suivant le 15 mai, où selon Avi Shlaïm « la communauté juive dut se battre pour sa survie ». Pour Ilan Pappé, c’est même dès avant que la supériorité des Juifs s’est avérée ; il cite à l’appui l’exemple du ralliement des minorités, dont les Druzes dès avril, après la bataille simulée de Shafa Amr, entre Khirbat Al-Kasayir et Hawsha. Lors de cette bataille, les Druzes se laissent faire prisonnier et abandonnent l’ALA pour rejoindre les milices juives. Les Tcherkesses se rallient aussi dès avril. De plus, l’expulsion des villages palestiniens ne ralentit à aucun moment autour du 15 mai (9 le 14, 10 le 15, 10 le 16 mai, 2 le 17, 5 le 18 mai, 1 le 19 mai, 6 le 20 mai, 9 le 21 mai, etc.). « Israël avait assez de soldats pour faire face simultanément aux armées arabes et continuer à nettoyer le pays ». D’ailleurs, Ben Gourion rappelle le 11 mai à son conseil que les opérations contre les armées arabes ne devaient pas distraire les unités militaires de leur mission principale, le biour (nettoyage, élimination, extirpation). Benny Morris et Yoav Gelber insistent quant à eux sur le fait que les Juifs de Palestine étaient « sincèrement » persuadés qu'ils encouraient ce risque. Il n'y a d'ailleurs pas de véritables polémiques entre eux sur les faits : les premiers s'opposent plutôt à l'argumentation qui veut que cette victoire ait été un « miracle » ; les seconds soulignent l'état d'esprit avec lequel les Juifs ont abordé la guerre.

### Plans d’invasion

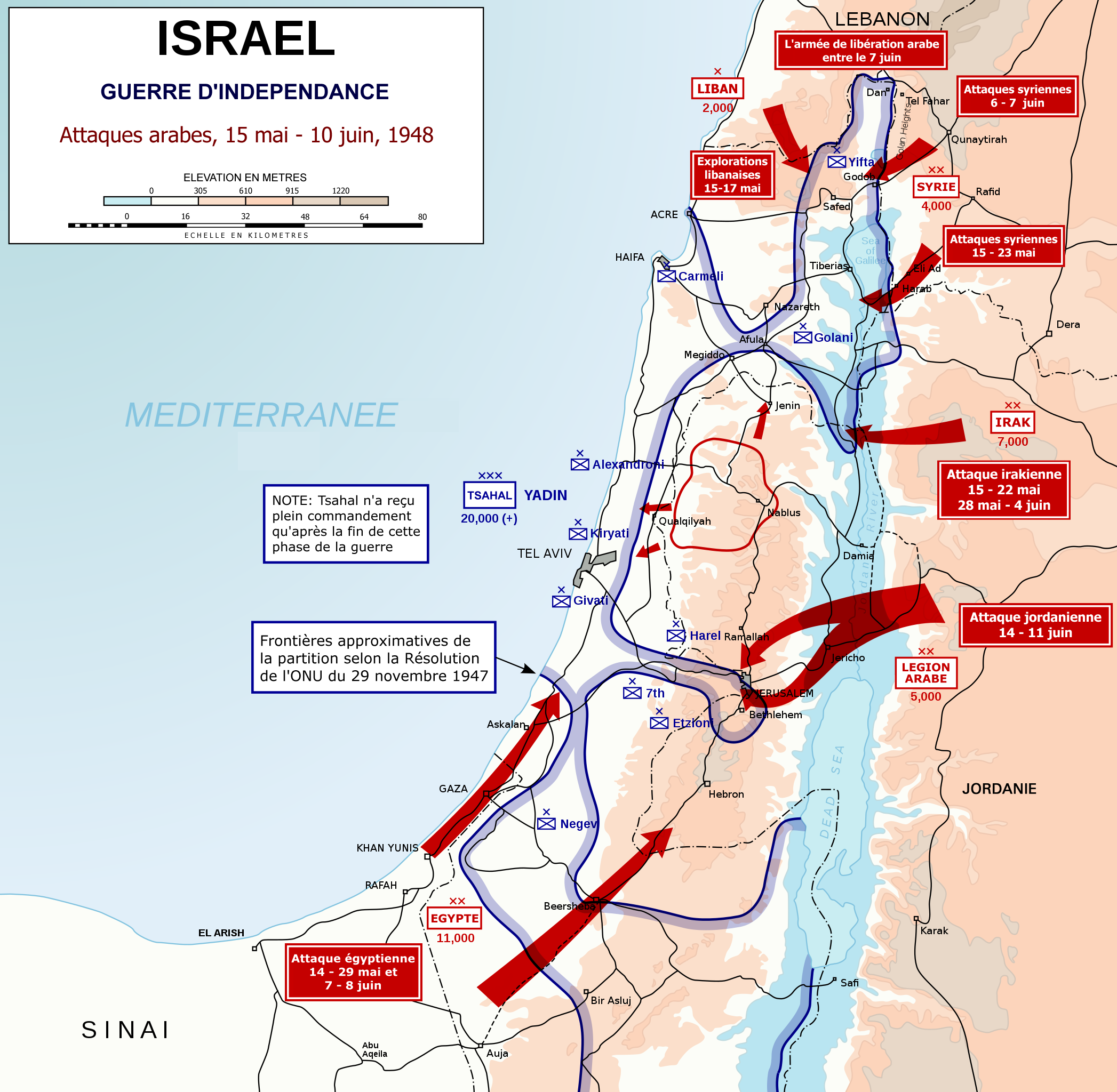
Opérations militaires du 15 mai au 10 juin 1948 (symboles de l'OTAN, APP-6A)

Le plan d'invasion n'est discuté qu'entre les 11 et 13 mai 1948. Les Syriens défendent l'idée d'une attaque conjointe des troupes libanaises et syriennes le long de la côte vers Acre suivi d'un mouvement vers Afoula où ils seraient rejoints par la Légion arabe et le contingent irakien. Ce faisant, ils encercleraient la Galilée. Ensuite, ils feraient ensemble mouvement vers Nazareth puis convergeraient dans l'autre direction vers Netanya, au cœur de la plaine côtière, coupant ainsi l'État juif en deux. Simultanément, les forces égyptiennes feraient mouvement le long de la côte, via Gaza puis Ashdod.
Le roi de Jordanie Abdallah s'oppose néanmoins à ce plan qui ne satisfait pas ses propres aspirations à contrôler seul l'est de l'ancienne Palestine mandataire. Il impose sa position qui consiste en une attaque suivant cinq axes de pénétrations : les Libanais le long de la côte vers Acre, les Syriens secondés par un contingent de la Légion depuis les hauteurs du Golan vers Safed, les Irakiens vers Afoula à partir du Sud, la Légion vers Ramallah et les Égyptiens le long de la côte sud vers Ashdod. Les forces libanaises, syriennes et irakiennes feraient alors jonction au sud de la Galilée tandis que la Légion ferait mouvement vers Ashdod et Hébron où elle serait rejointe par les forces égyptiennes.

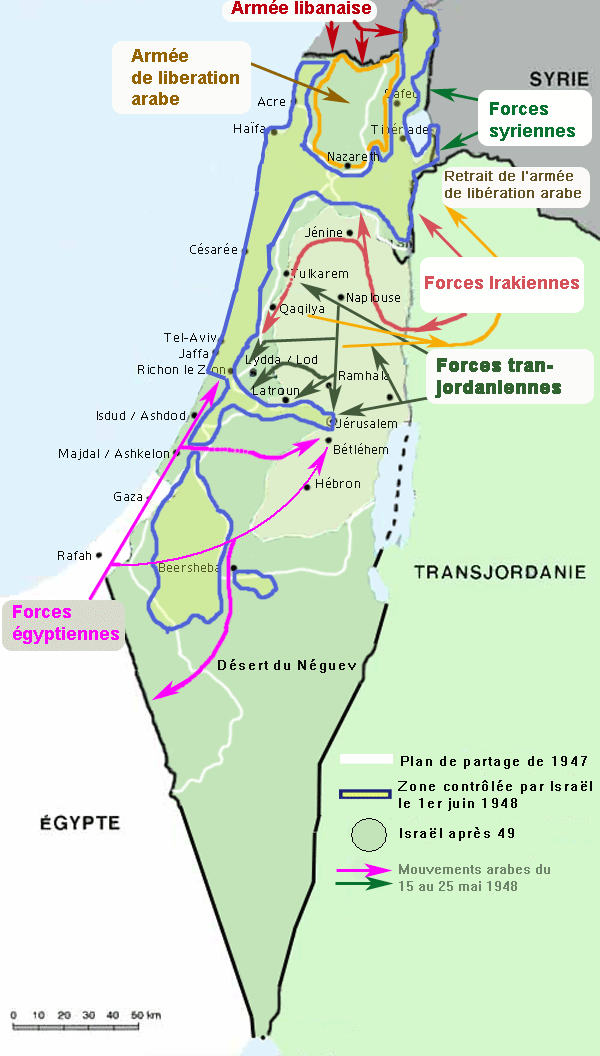
Situation des forces en présence au 1er juin 1948

De leur côté, les Juifs anticipent deux plans possibles pour l'invasion. Suivant le premier, une force commune rassemblant Libanais, Syriens et une partie de la Légion arabe pénétrerait en Galilée suivant trois axes parallèles et ferait mouvement vers Acre, Safed et Nazareth puis obliquerait à l'ouest pour assiéger Haïfa et pénétrer dans la plaine côtière tandis que la Légion et les Égyptiens envahiraient la Judée et le Nord du Néguev. Suivant le second plan, émanant du SHAY et qui s'attache surtout aux forces irakiennes et jordaniennes, il faut s'attendre à deux axes de pénétration où la Légion arabe jordanienne ferait mouvement vers Ramallah, Lydda, Ramleh pour ensuite se diriger vers Tel-Aviv tandis que les Irakiens se dirigeraient vers Jénine, Tulkarem pour ensuite entrer dans la plaine côtière et se diriger vers Haïfa par le sud.
Ces visions contrastées indiquent les dissensions arabes et les incertitudes juives quant aux réelles intentions du roi Abdallah Ier. Tous prévoient néanmoins une attaque du futur État juif.

### Opérations militaires
À partir du 15 mai, et même avant, des forces arabes de plusieurs pays du Moyen-Orient entrent en Palestine affronter les forces juives. Cela n’entrave en rien les efforts de nettoyage ethnique de ces milices, regroupées le 26 mai dans les forces de défense d'Israël. Le mot le plus employé dans les ordres donnés aux unités après le 15 mai est tihour (purification en hébreu moderne) ; certaines opérations d’expulsion des villages palestiniens étaient visibles du siège de l’état-major, le matkal, installé d’une colline surplombant Cheikh Muwannis (vidé de ses habitants depuis mars).

#### Front central (Jérusalem)

##### Entrée de forces arabes en Palestine
Dès l'entrée des armées arabes, le front de Jérusalem, où Israéliens et Jordaniens s'opposent, devient le front le plus actif. Le 15 mai 1948, la Légion arabe, dont l'encadrement est assez largement constitué d'officiers britanniques, entre en Palestine. Ce corps expéditionnaire se compose de :
- la 1re brigade[N 4] sous les ordres du colonel Goldie Gardner qui comprend le 1er régiment sous les ordres du lieutenant-colonel Blackden et le 3e régiment sous les ordres du lieutenant-colonel Newman ;
- la 3e brigade sous les ordres du colonel Ashton qui comprend le 2e régiment sous les ordres du major Slade et le 4e régiment sous les ordres du lieutenant colonel Habes Majelli ;
- les 5e et 6e régiments qui agissent de manière indépendante.

La 1re brigade se dirige vers Naplouse tandis que la 3e brigade prend position à Ramallah. John Bagot Glubb, l'officier britannique qui commande la Légion, envoie ensuite le 4e régiment prendre position à Latroun, Lydda et Ramle qu'il atteint le 17 mai, tandis qu'une compagnie d'infanterie du 2e régiment est envoyée vers Jérusalem.
Il faut plusieurs jours à l'état-major israélien pour se rendre compte du déploiement exact des forces jordaniennes autour de Latroun et de Jérusalem car celles-ci, particulièrement redoutées, ont été annoncées présentes à plusieurs endroits du pays.

##### Bataille de Jérusalem

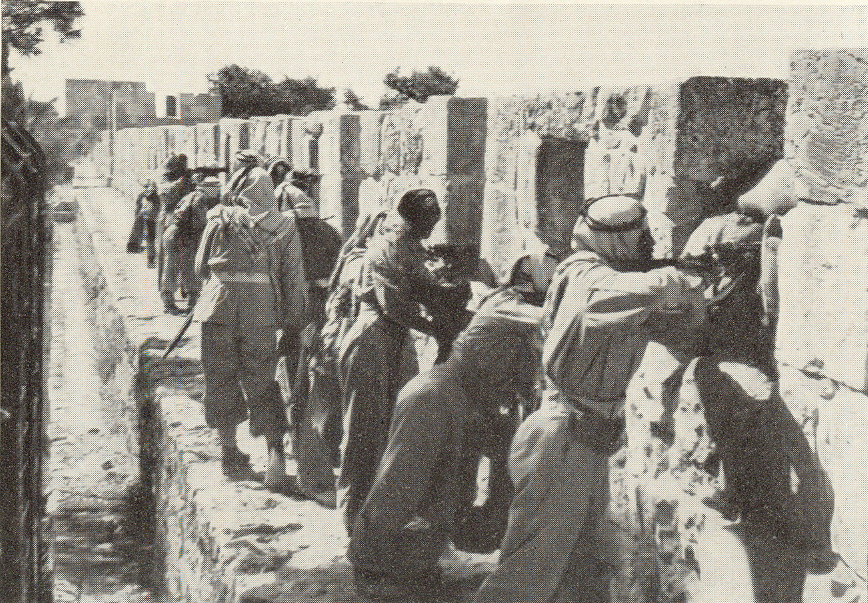
Peloton de la Légion arabe sur les remparts de la vieille ville de Jérusalem (1948).

Le roi de Jordanie Abdallah Ier ordonne à Glubb Pacha d'entrer dans Jérusalem le 17 mai 1948. En un jour, la Légion arabe tire sur la ville 10 000 obus d'artillerie et de mortier.
Du 19 au 28 mai, Jérusalem est le lieu de violents combats de maison en maison, au terme desquels la Légion arabe parvient à repousser les forces israéliennes hors des quartiers arabes ainsi que du quartier juif de la vieille ville. Plus de 600 civils juifs sont tués. Environ 3 000 habitants juifs de la vieille ville sont expulsés (sous l'escorte de la Légion qui les protège de la foule palestinienne) et se réfugient dans le secteur de Jérusalem Ouest, conquis par les Israéliens.

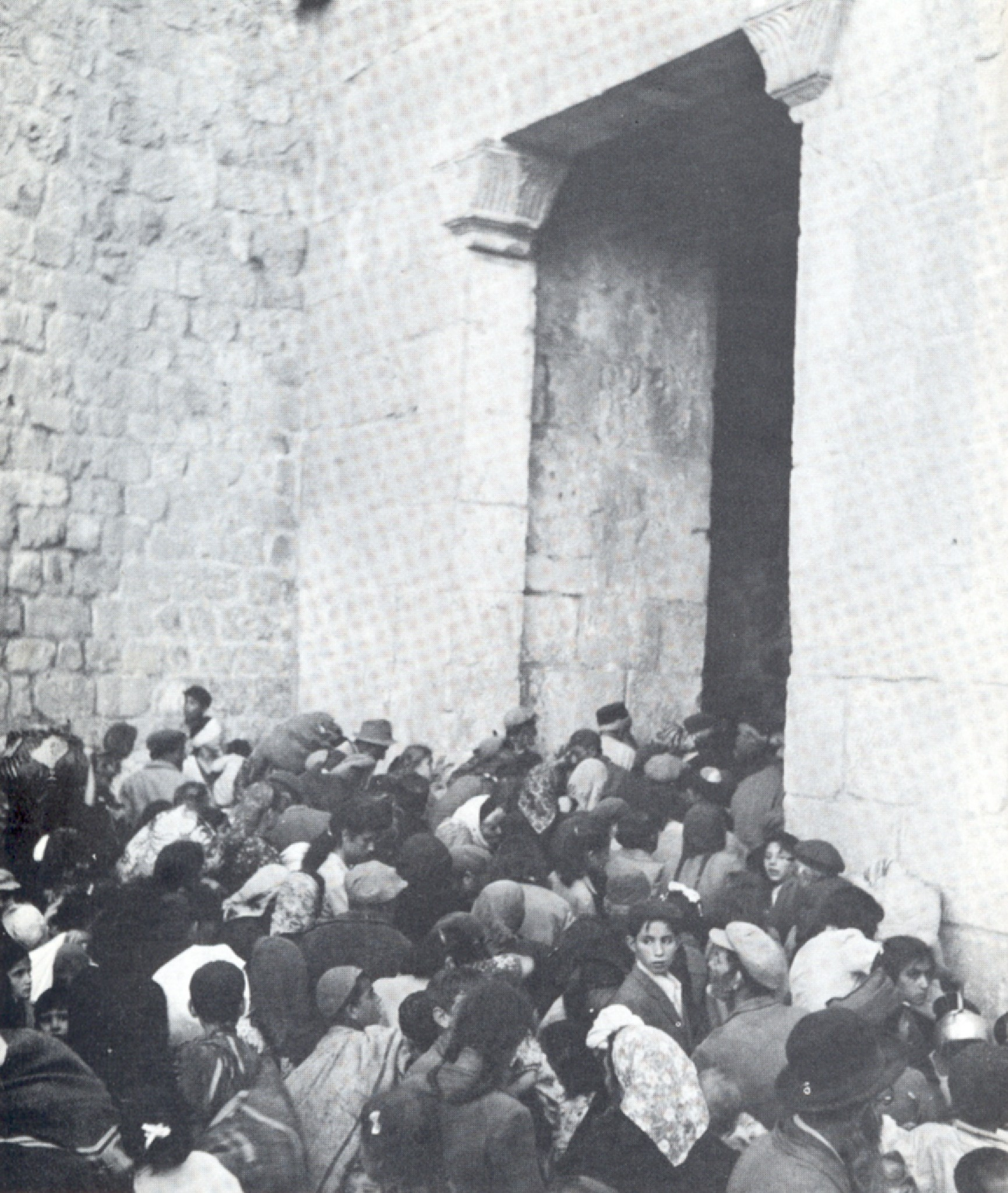
Réfugiés juifs évacuant la vieille ville par la porte de Sion (mai 1948).

La perte de la vieille ville est marquante, car c'est la perte du principal centre du judaïsme, de ses lieux saints et de ses synagogues (dont la Hourba fondée au XIIIe siècle et détruite en mai 1948), de son ancienne communauté et du mur des Lamentations.
Cependant, les quartiers juifs à l'ouest de la vieille ville restent sous contrôle israélien. Les groupes armés de l’Irgoun et du Lehi, anciennement groupes considérés comme terroristes avant la guerre par les Britanniques, y combattent de façon autonome, en coordonnant leurs actions au côté de la Haganah et ne seront intégrés que plus tard à l'armée israélienne.

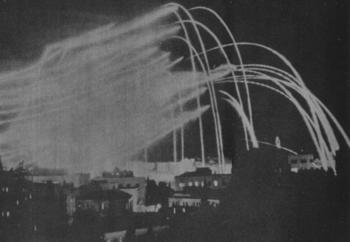
Bombardements de l'artillerie jordanienne.
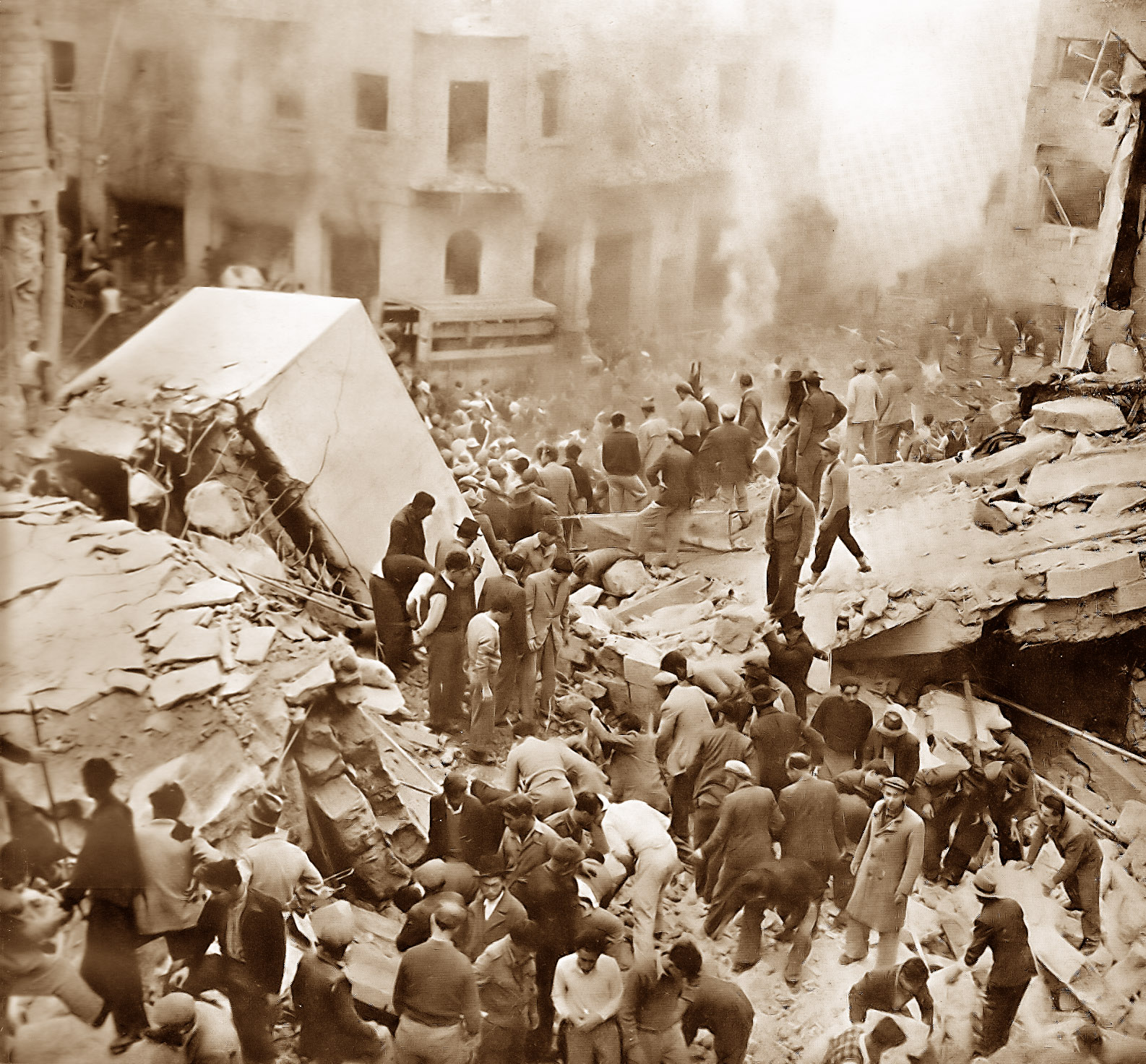
Ruines dans la rue Ben Yehuda, février 1948.
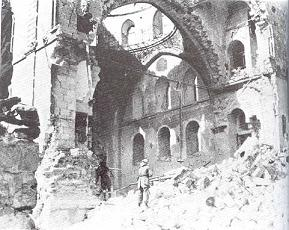
Synagogue Tiferet détruite, mai 1948.
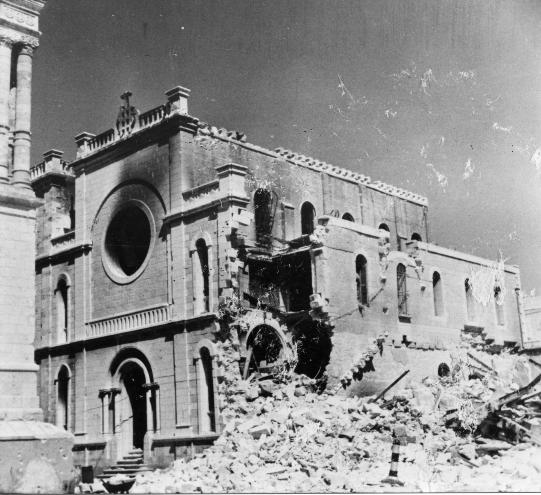
Église d'un monastère détruit.

##### Bataille de Latroun

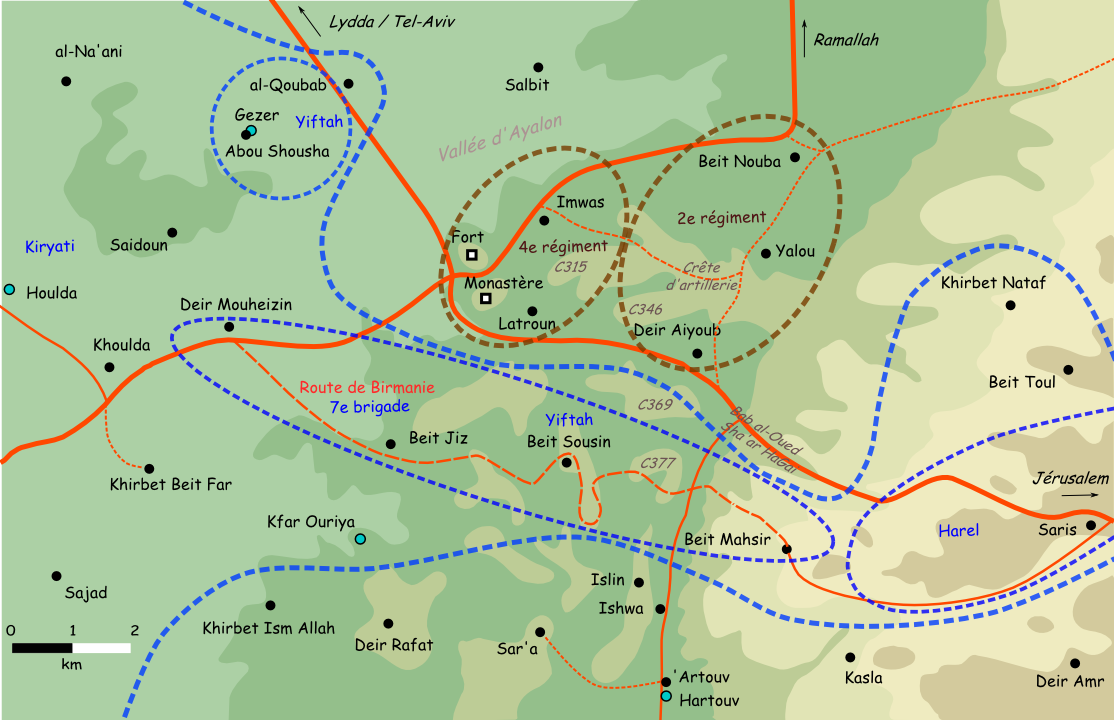
Route de Birmanie sous la garde de la 7e brigade.

Le 17 mai, la Légion arabe prend le contrôle de la position de Latroun, située en territoire arabe. Ce faisant, elle contrôle la seule voie d'accès entre la plaine côtière et Jérusalem et assure ainsi le siège de la ville tout en protégeant l'accès vers Ramallah. Entre le 25 mai et le 9 juin, les Israéliens tentent à trois reprises et au prix de lourdes pertes de conquérir la zone mais sans succès. Latroun ne tombera d'ailleurs pas de toute la guerre.
Les Israéliens trouvent une solution, en construisant à travers les collines une route contournant Latroun qui est dénommée « route de Birmanie ». Il est essentiel pour les Israéliens de rétablir une voie de communication pour ravitailler Jérusalem-ouest en troupes, en matériel et en nourriture, faute de quoi la ville deviendra une enclave juive assiégée en zone arabe.

##### Bataille de Ramat Rachel

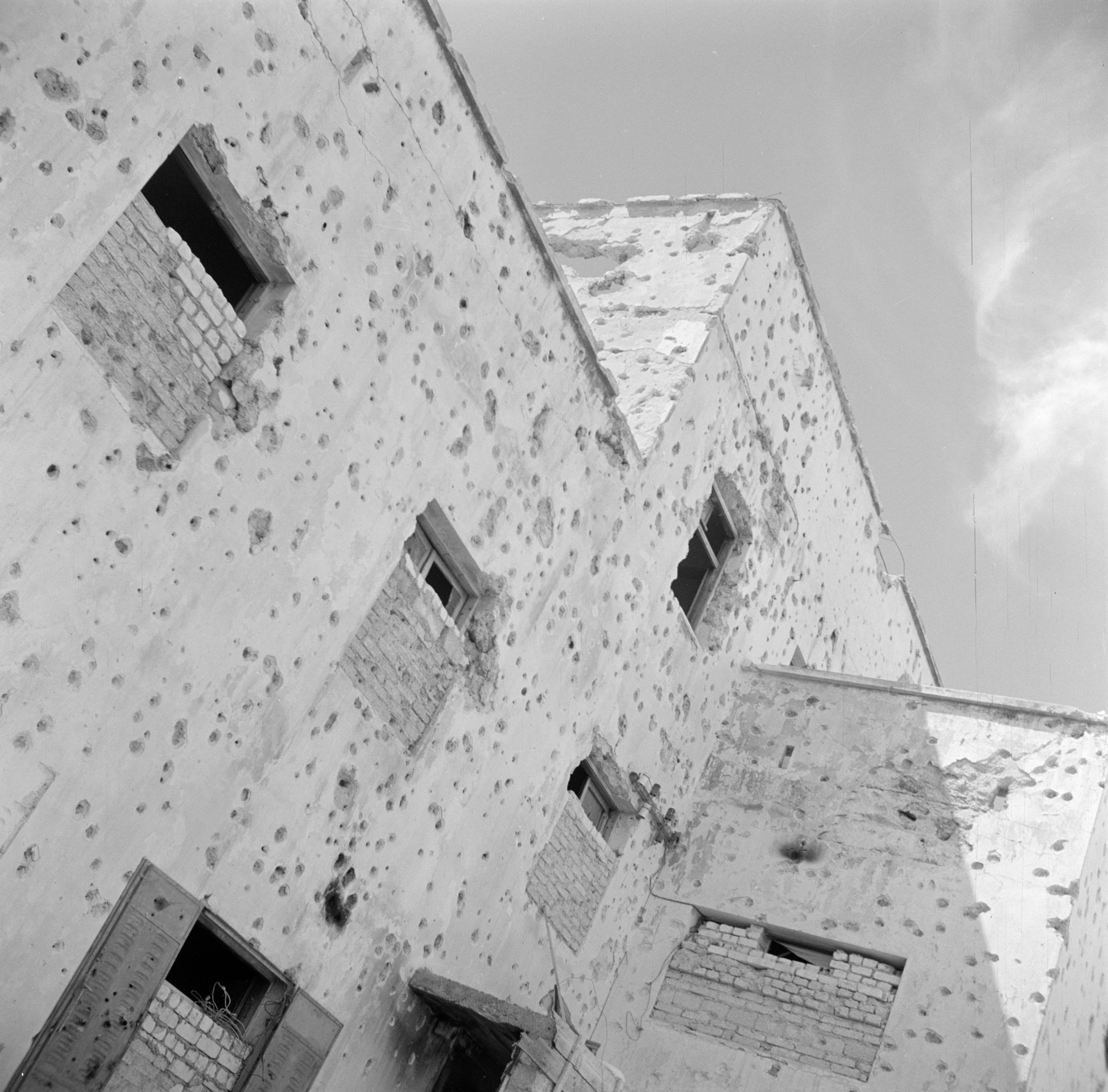
Impacts de mitraille sur un bâtiment de Ramat Rachel.

À compter du 21 mai, une colonne égyptienne atteint Bethléem après avoir traversé le Néguev et être passée par Beersheba. Le 22 mai, elle mitraille les faubourgs sud de Jérusalem. « Des combats sanglants se déroulent (...) au sud, contre les forces combinés de la Légion » et de la 4e brigade égyptienne, pour le contrôle du kibboutz Ramat-Rachel qui commande l'accès de la nouvelle ville. « Cinq fois pris et repris, le kibboutz finit par rester aux mains des hommes de l'Irgoun ». Malgré cette présence, les Égyptiens jouent un rôle bien moins actif que les Jordaniens dans la bataille de Jérusalem.

#### Front du nord-est (lac de Tibériade)

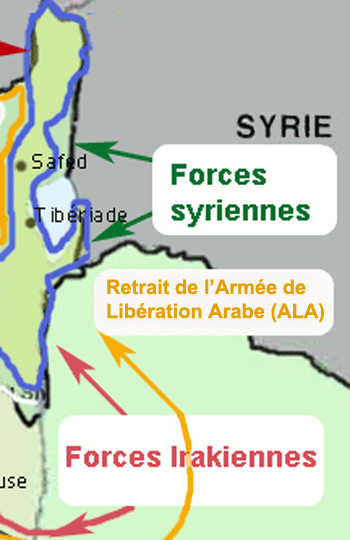
Forces arabes déployées sur le front du lac de Tibériade. Fin mai début juin 1948.

Le front du nord-est s'étend autour du lac de Tibériade, autant sur le versant syrien de la frontière que dans l'extrême Nord de la Transjordanie.
Du côté arabe, les troupes engagées n'impliquent pas les Jordaniens, concentrés plus au sud, entre Tulkarem et Jérusalem. Ce sont les troupes syriennes qui se battent à partir du Golan syrien, tandis que du côté jordanien, ce sont les volontaires de l'Armée de libération arabe et les troupes irakiennes qui tiennent le front au sud du lac de Tibériade. L'importance des troupes irakiennes en Jordanie s'explique par le fait que l'Irak est alors dirigé par le roi Fayçal II d'Irak (sous la régence de Abdul Illah), membre de la famille hachémite, comme le roi de Jordanie, et par le fait que les Irakiens soutiennent les ambitions du roi Abdallah Ier en Palestine.
Les troupes syriennes attaquent dès le 15 mai. « Autour du lac de Tibériade, l’armée juive l’a (...) échappé belle. Trois jours après leur irruption, les Syriens enlèvent Samakh et trois colonies juives sont évacuées. Mais leur chance tourne, le 20 mai, devant le premier des kibboutzim, Degania, dont ils forcent l’entrée mais sans le réduire. (...) Repliées de leur côté du Jourdain, les troupes de Damas le retraversent pour écraser, le 10 juin, la colonie de Mishmar Hayarden : une tête de pont durable en territoire israélien. Plus au sud, les Irakiens, moins fortunés, essuient un échec devant le kibboutz Gesher, avant de partir, les uns pour le front de Jérusalem, d’autres, le 24 mai, pour le triangle [Jénine - Naplouse - Tulkarem] ».
À partir de la fin mai, le front syrien, tenu par les Syriens eux-mêmes et les renforts de l'Armée de libération arabe, sera relativement peu actif. Le reste du front du lac de Tibériade, côté jordanien, est également plus calme dès la fin mai, à la suite du redéploiement des forces irakiennes vers le sud.

#### Front nord (Galilée)
Le conflit a lieu en fait sur deux fronts : le « Doigt de Galilée » (extrême Nord-Est de la Palestine mandataire), et la Galilée elle-même.

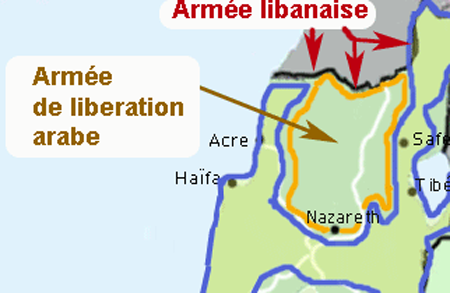
Forces déployées en Galilée. Fin mai-début juin 1948.

En Galilée même, les forces libanaises se montrent passives. Elles ne pénétreront que d'une centaine de mètres en territoire palestinien. La Galilée est surtout tenue par des éléments de l’Armée de libération arabe. Les Israéliens ont donc un certain avantage dans cette zone, eu égard à la faiblesse des forces qu'ils rencontrent. La ville d'Acre (Nord de la bande côtière) a ainsi été prise par la brigade Carmeli le 21 mai, ainsi que d'autres villages le long de la côte : al-Zib, Samaria et Zaba. Mais les besoins de troupes sur d'autres fronts (en particulier Jérusalem) les empêchent d'exploiter pleinement la faiblesse de leurs opposants, et leur progression reste limitée.
Consciente de cette faiblesse et parallèlement à son déploiement au sud du lac de Tibériade, l'Armée de libération arabe s'est réorganisée en vue de renforcer le front de la Galilée via le Liban, en rejoignant ce qui reste de ses forces en Galilée. Elle pénètre assez facilement en Galilée à la suite du déplacement de la brigade Yiftah vers le front central. Ce sont ces troupes que les Israéliens affronteront lors de l'opération Hiram du 29 au 31 octobre 1948.
Le départ de la brigade Yiftah pour le front central crée dans le dispositif israélien des vides dont l'Armée de libération arabe (ALA) tire profit pour renforcer son enclave en Galilée centrale et se déployer jusqu'à Nazareth tout en restant en contact avec le Liban.

##### Bataille de Malkiya
Le village de Malkiya est tenu par un contingent de soldats israéliens de la brigade Oded, nouvellement constituée, qui relève la brigade Yiftah. Le 6 juin, il est attaqué par plusieurs centaines de volontaires issus de l'armée libanaise. Ils agissent de leur propre chef mais avec l'assentiment de leurs supérieurs et prennent le village après une dizaine d'heures de combats. Cette bataille constitue la seule intervention militaire libanaise au cours de la guerre.

#### Front central (Samarie)
Les troupes jordaniennes se sont surtout concentrées autour de Jérusalem, où ont lieu de durs combats, et en Samarie centrale (à l’écart de la ligne de front), pour prendre le contrôle politique de la zone, en prélude à son annexion. En parallèle à ce déploiement, l'ALA, dont les Jordaniens se méfient, quitte la Palestine sur ordre de la Ligue arabe pour se réorganiser puis être transféré en Galilée.
Devant la situation à Jérusalem, les troupes irakiennes relèvent la Légion arabe dans les villes arabes de Jénine, Naplouse et Tulkarem ; ce qui permet à Glubb Pacha de concentrer toutes ses forces à Latroun et Jérusalem-Est. Les Irakiens sont eux-mêmes remplacés devant Gesher par un contingent de l'ALA.
Les Irakiens vont rester globalement sur la défensive. Par exception, ils lancent le 25 mai un assaut sur Geulim, près de Netanya, à la demande de Glubb Pacha. Il s'agit de faire pression sur les Israéliens qui lancent à ce moment leur attaque sur Latroun. L'assaut irakien est repoussé par les hommes de la brigade Alexandroni, et les Israéliens perçoivent cette attaque comme une tentative de couper leur territoire en deux.
Le 3 juin, les Irakiens repoussent à leur tour une attaque israélienne d'envergure lancée sur Jénine par les brigades Carmeli et Golani, à l'issue de laquelle 34 Israéliens sont tués et une centaine blessés, tandis qu'on décompte près de 200 morts chez les Irakiens et les irréguliers qui combattent à leur côté.
Après cette date, et jusqu’au 11 juin, les forces en présence de part et d'autre resteront en position défensive.

#### Front sud (Néguev)

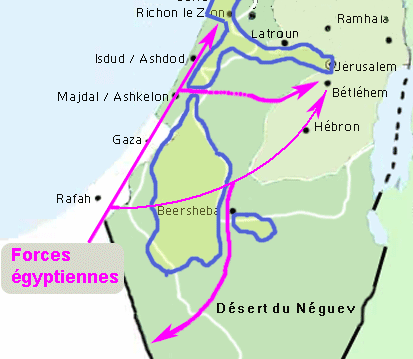
Axes de progression égyptiens fin mai - début juin 1948.

Au Sud, l'armée égyptienne rencontre une faible opposition. Elle se déploie dans trois directions.
Israël est très menacée par l'attaque menée par la deuxième brigade du général Muhammad Naguib sur la bande côtière, le principal centre de peuplement juif. Les troupes égyptiennes remontent facilement le long de la côte à travers l’actuelle bande de Gaza, jusqu’au-dessus d’Ashdod, avant d’être arrêtées fin mai par le barrage commun de la brigade Guivati, de la brigade HaNeguev (ou Néguev) et de l’aviation. Les Égyptiens sont stoppés et ne parviendront plus à reprendre l'offensive.

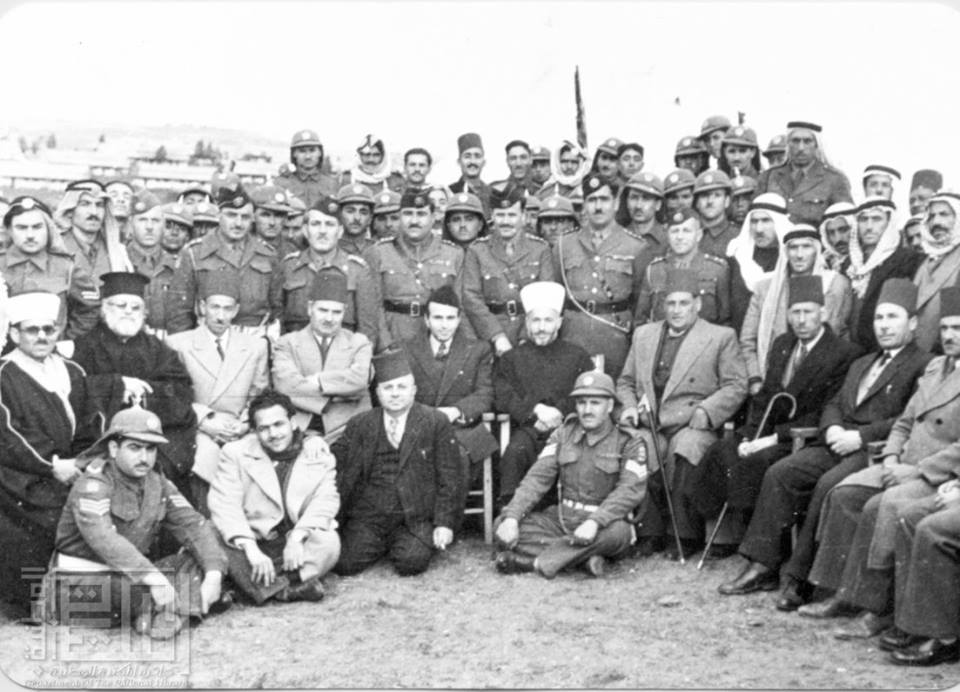
Légionnaires arabes jordaniens avec des personnalités palestiniennes (dont le Grand mufti de Jérusalem) 1947

Le second axe d'attaque des Égyptiens porte sur le Nord-Néguev, où se trouvent un certain nombre de colonies juives. Malgré les attaques, celles-ci résistent. Les Égyptiens se déplacent entre elles, les isolent partiellement, mais ne les submergent pas. Le Nord-Néguev est égyptien, mais de façon partielle, avec des poches israéliennes notables.
Le troisième axe d'attaque des Égyptiens porte sur la Judée, où les forces égyptiennes prennent position entre Beersheba et le sud de Jérusalem, en particulier à Hébron. L’absence de communautés juives dans cette zone rend le déploiement aisé. Les Égyptiens atteignent Jérusalem en venant d'Hébron, et le 23 mai attaquent Ramat Rachel avec des irréguliers arabes palestiniens et des Frères musulmans,. La zone est cependant dominée par les Jordaniens qui y ont leur propre projet politique d'annexion (auxquels s'opposent les Égyptiens) et une certaine tension existe entre les deux alliés.
Le kibboutz de Nitzanim, situé à mi-chemin entre Ashdod et Ashkelon dans le territoire attribué à l'État arabe par le Plan de partage, ne se trouve pas sur la route des forces égyptiennes. Le 7 juin, celles-ci l'attaquent néanmoins en force. Les combats se soldent par la prise du kibboutz. C'est la première victoire égyptienne de la guerre et un des rares cas de reddition de soldats israéliens.

#### Plaine côtière
Après avoir mis la communauté juive de Palestine sur la défensive entre le début décembre 1947 et la fin mars 1948, les irréguliers palestiniens ont été vaincus par la contre-offensive que la Haganah a lancée le 1er avril et ils ne jouent plus de rôle militaire notable à compter du courant du mois de mai.
Deux affrontements d'importance contre ceux-ci et leurs alliés de l'ALA vont cependant encore avoir lieu après le 14 mai. Tous deux sont des offensives de la Haganah pour le contrôle de la bande côtière : l'opération Ben-Ami, et l'opération Namal.

##### Opération Ben-'Ami

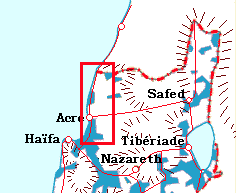
Théâtre des opérations

Dans le cadre du plan Daleth, Yigal Yadin a prévu de réaliser une percée dans l'ouest de la Galilée où se trouvent plusieurs implantations juives isolées. Au-delà d'Acre et jusqu'à la frontière libanaise, cette zone se situe toutefois dans la partie attribuée aux Arabes par le plan de partition et sur la route prévue pour l'entrée des forces libanaises en Palestine. Les Libanais n'entrant finalement pas en Palestine, ils ne participeront en fait pas aux combats.

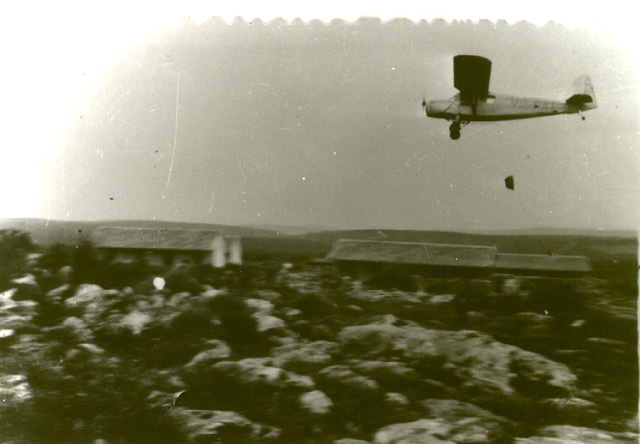
Ravitaillement en vol de Yehiam, janvier 1948

Le commandement est confié à Moshe Carmel à la tête de la brigade Carmeli. Il divise l'opération en deux phases. La première phase débute le 13 mai au soir avec l'avancée de long de la côte d'une colonne de véhicules blindés et de camions de la Haganah qui ne rencontre aucune résistance. Les forces de l'Armée de libération arabe présentes dans la zone se replient sans combattre et l'opération se termine par la prise d'Acre le 18 mai. Dans une seconde phase, du 19 au 22 mai, les forces du 21e bataillon effectuent une percée jusqu'au kibboutz Yehi'am. Plusieurs villages arabes sont conquis et détruits dans la foulée.

##### OpérationNamal

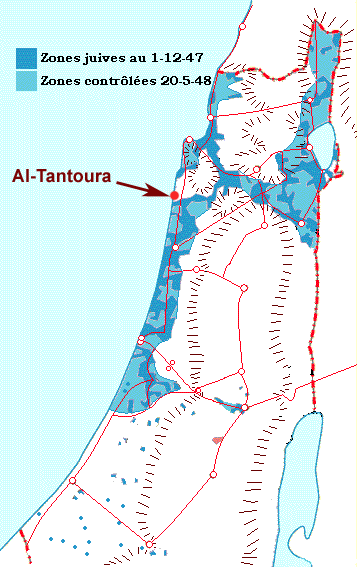
Position de Al-Tantoura, principale localité de la dernière poche de résistance palestinienne de la bande côtière, sur la route Tel-Aviv - Haïfa.

L'enjeu de l'offensive est la zone de Tantoura (aujourd'hui Hof-Dor, en Israël), située sur le bord de mer, près de Césarée, au sud de Haïfa.
Avec la prise de Haïfa par Israël et le départ des Arabes de Césarée, Tantoura devient l'unique point de retrait des Arabes fuyant par la route venant de Zihron Yaakov (dans l'intérieur des terres). À ce titre, Tantoura sert de port d'embarquement aux réfugiés palestiniens fuyant vers le Liban. En tant que zone côtière, Tantoura est aussi la place forte d'approvisionnement en armes des villages de la région. Elle est donc le pivot de la dernière zone encore tenue par les Palestiniens sur la route reliant Tel-Aviv à Haïfa.
Les Israéliens évaluent le camp adverse à 300 combattants munis de 100 fusils, de quelques dizaines de pistolets et d'un canon de 40 mm avec quelques obus.
L'attaque débute à minuit le 23 mai 1948. Les affrontements font 70 victimes chez les Arabes, et 14 chez les Israéliens, dont un soldat de la marine. La population civile s'enfuit, les civils restant sur place étant expulsés vers la Cisjordanie. Un massacre aurait également eu lieu. Cette thèse a suscité un vif débat entre historiens israéliens.

### La création de Tsahal
Le 26 mai 1948, David Ben Gourion publie l'ordonnance du gouvernement provisoire israélien qui officialise la création de Tsahal, l'armée d'Israël, laquelle absorbe immédiatement la Haganah.
Respectant un accord signé le 9 avril entre l'Irgoun et l’Agence juive, Menahem Begin s'engage « le 1er juin 1948 à mettre ses hommes et ses équipements à la disposition de l'armée israélienne au sein de laquelle les membres de l'IZL (Irgoun) constituent leurs propres bataillons ». Le Lehi, scission de l'Irgoun depuis le début de 1941, rejoint Tsahal dès le 29 mai.
L'Irgoun et le Lehi alignent respectivement 4 000 et 1 000 combattants. Ces combattants sont tenus en suspicion par le nouveau gouvernement de David Ben Gourion pour leurs activités terroristes et pour leurs sympathies politiques, vers les partis de droite. Leur volonté d’autonomie transparaît également dans l’affaire de l’Altalena, le 22 juin, où l’armée israélienne coule un navire d’armement destiné à l’Irgoun.
Malgré ces intégrations, l’Irgoun et le Lehi continuent à exister jusqu’en septembre à Jérusalem, que l’ONU prévoit de transformer en « zone internationale » et où s’affrontent la Légion arabe et les forces juives. Les accords nationaux d’intégration de ces organisations à Tsahal ne s’y appliquent donc pas, puisque Israël ne décide d'annexer formellement la zone que plus tard. Sur le terrain, les groupes de combat de l’Irgoun et du Lehi se coordonnent avec la jeune armée israélienne.
Avant la création de l'armée israélienne, dès 1947, des volontaires juifs et parfois non juifs, venant de pays étrangers, viennent épauler les groupes de la Haganah, notamment. Ils constituent le Mahal (acronyme hébreu des « Volontaires de l'étranger pour la terre d'Israël »). Ils sont souvent des anciens combattants anglais ou américains de la Deuxième Guerre mondiale et servent notamment dans l'aviation, les services médicaux et les transmissions. Plus de 3 500 volontaires servent ainsi la cause sioniste avant l'indépendance d'Israël puis combattent aux côtés de Tsahal jusqu'à la fin de la première guerre israélo-arabe, en 1949.

### Bilan

Durant ce premier mois de combat, 1 600 Israéliens ont été tués parmi lesquels 1 200 soldats. Un tiers des soldats l'a été dans des affrontements contre la Légion arabe. À Jérusalem, les Israéliens déplorent 383 morts et 1 433 blessés. Du côté arabe, entre 250 et 300 légionnaires ont été tués et entre 500 et 600 blessés. Les Syriens déplorent 315 morts et entre 400 et 500 blessés ; les Irakiens 200 tués et 500 blessés ; les Égyptiens 600 morts et 1 400 blessés ; des Libanais un seul mort. Les pertes de l'ALA sont estimées à une centaine d'hommes. Les pertes palestiniennes ne sont pas connues. Les Arabes ont également fait 800 Israéliens prisonniers tandis que les Israéliens en ont fait 1 300, principalement des Palestiniens.
Les Israéliens ont pris plusieurs villes (Tibériade, Safed, Haïfa, Beit Shean, Jaffa, Acre) ainsi que 50 villages situés au-delà des lignes du Plan de partage. Les armées arabes occupent 14 implantations juives, dont une seule située sur le territoire prévu par l'ONU pour appartenir à l'État juif. Le quartier juif de la vieille ville de Jérusalem est tombé aux mains des forces armées jordaniennes. Il ne reste que 12 villages arabes situés sur le territoire devenu israélien du Plan de partage, qui échappent à l'autorité de l'État juif. Dans les frontières du plan de partage, les Arabes se sont emparé 350 km2 de territoire israélien et les Israéliens ont conquis 700 km2 de territoire arabe (le désert du Néguev n'étant pas compris dans ce décompte).

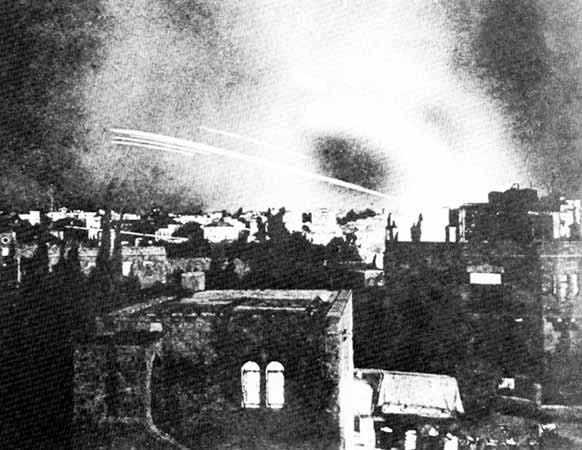
Combats de nuit à Jérusalem pendant la guerre israélo-arabe de 1948.

Entre le 15 mai et le 11 juin, les troupes israéliennes ont réussi à maintenir le contrôle sur les territoires entre leurs mains avant le 15 mai, mais pas vraiment à les étendre. La liaison entre la bande côtière israélienne et la Jérusalem juive est maintenue au prix de dures batailles. De leur côté, les forces arabes ont essentiellement occupé les secteurs à peuplement arabe de l'ancienne Palestine mandataire, sans parvenir à les étendre. La Légion arabe, considérée comme la force arabe la plus aguerrie, s'est déployée sur la rive ouest du Jourdain, dont elle entend annexer les secteurs arabes. Conformément aux accords passés en janvier entre le roi jordanien Abdallah Ier et les dirigeants sionistes, elle n'a pas attaqué directement les forces israéliennes. Cette attitude générale n'a cependant pas empêché de durs combats dans la zone de Jérusalem-Latroun, que les deux parties convoitent.
Dans cette période d’un peu moins d’un mois, les Israéliens s’emparent et détruisent 90 villages arabes.
Les Israéliens ont maintenant une véritable armée et l'armement lourd arrive désormais en masse. Contrairement aux forces arabes, ils ont un commandement centralisé et peuvent faire passer des troupes d’un bout du front à l’autre. Au 11 juin, lors du cessez-le-feu, les armées arabes et israélienne sont épuisées mais apparaissent en situation d'équilibre, sans qu'aucun des protagonistes ne l'emporte de façon claire.

## Première trêve (11 juin 1948-8 juillet 1948)
Le 22 mai, le Conseil de sécurité des Nations unies propose une trêve aux belligérants.
Celle-ci est acceptée par les Israéliens le 24 mai : ils ont besoin de temps pour faire entrer dans le pays l'armement lourd acheté en Europe. Les Jordaniens, qui ont atteint l'essentiel de leurs objectifs (occupation de la Palestine arabe) acceptent rapidement le principe. Les autres États arabes refusent dans un premier temps, espérant prendre l'avantage sur le terrain. Cependant, leur avancée étant bloquée, ils acceptent la trêve le 8 juin et elle est finalement proclamée le 11 juin.
La trêve durera 28 jours. Le cessez-le-feu est supervisé par le médiateur de l'ONU Folke Bernadotte, nommé le 20 mai. Un embargo sur l'armement est décidé par l'ONU afin qu'aucune des parties ne profite de la trêve. Le roi de Transjordanie visite la partie de Jérusalem contrôlée par ses troupes.

### Embargo
Les Israéliens arrivent à contourner l'embargo : ils ont des sources d'approvisionnement clandestines depuis 1947 auprès de pays communistes, et vont grâce à elles pouvoir se procurer illégalement (du point de vue de l'ONU) des armes auprès de la Tchécoslovaquie. Parmi elles, des armes lourdes : « des avions, des pièces d'artillerie et des véhicules blindés. La mobilisation intensive porte les effectifs de l'armée à 60 000 hommes ».
Les forces arabes, elles, sont dépendantes de leurs fournisseurs officiels (britanniques, surtout) et ne peuvent donc contourner l'embargo. Celui-ci se révèle donc essentiellement favorable aux Israéliens, qui renforcent leur potentiel militaire, tandis que celui des armées arabes stagne.
Si la trêve permet à Tsahal de s'armer, elle permet aussi à Ben Gourion de la réorganiser.

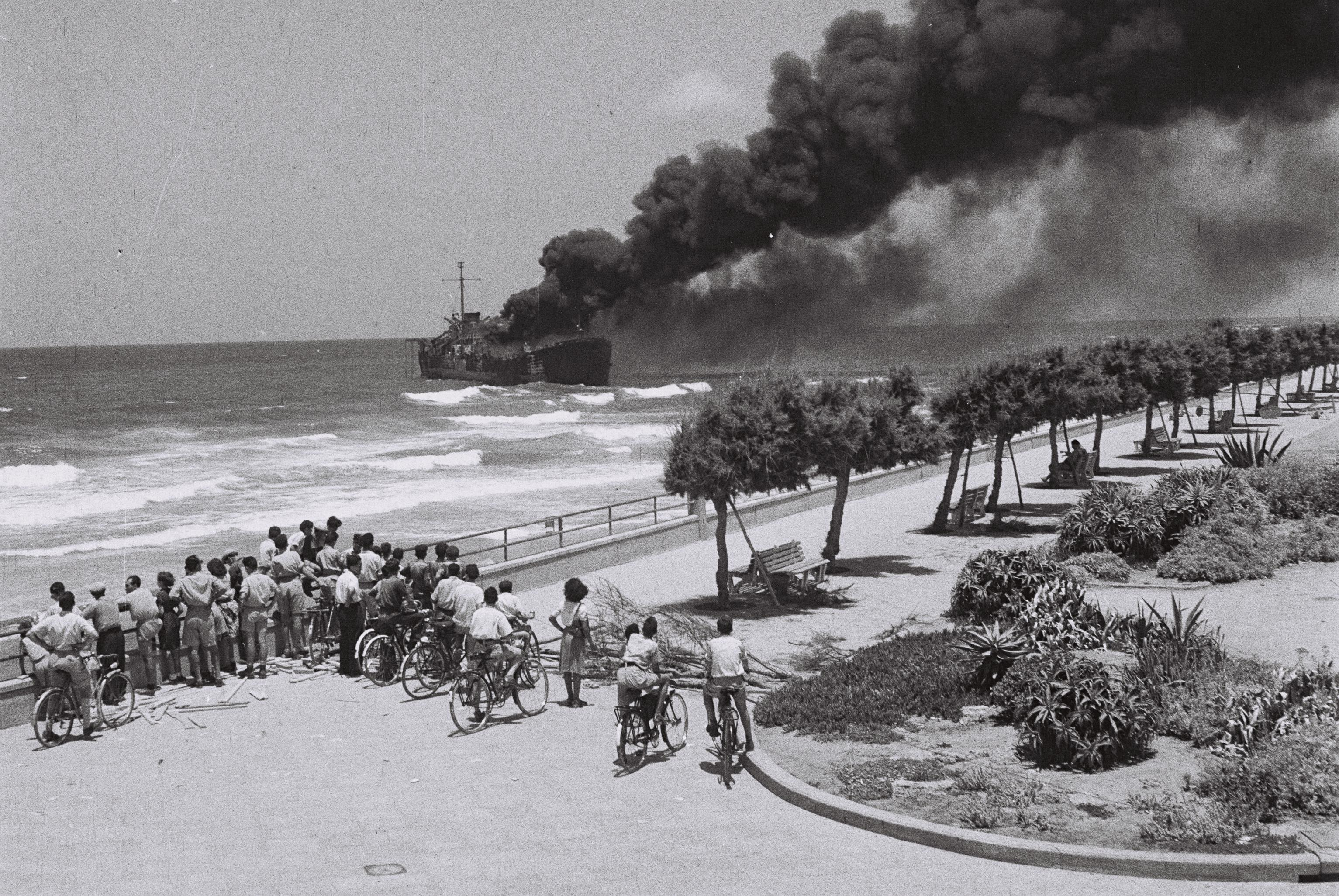
L'Altalena incendié par Tsahal, le 22 juin 1948.

Entre le 11 juin et le 8 juillet 1948, le Premier ministre décide de dissoudre les trois brigades du Palmah (forces d'élite de la Haganah), qu'il considère être trop à gauche et proches du Mapam. De son côté, l'Irgoun a précédemment obtenu après le 1er juin de conserver des unités spécifiques au sein de l'armée israélienne. Mais le gouvernement, et surtout David Ben Gourion, ne souhaitent pas plus permettre à des unités « de droite » ou « de gauche » de continuer à exister au sein de l'armée. Ces unités sont également dissoutes pendant la trêve, après l'incident de l'Altalena, les 21 et 22 juin, où l'Irgoun a tenté de se procurer des armes de façon autonome, sans en référer à la direction de Tsahal. « Au lendemain du 22 juin, l'Irgoun a virtuellement cessé d'exister comme force militaire autonome sauf à Jérusalem. Ses bataillons ont été dissous dans l'armée et des mandats d'arrêts ont été lancés contre plusieurs de ses chefs ». Les membres des unités dissoutes sont répartis dans les autres unités de Tsahal.
Avec la dissolution des unités proches de la gauche et de celles favorables à la droite, Ben Gourion assure la pleine autorité du gouvernement civil sur la nouvelle armée. « Unifié, discipliné, convenablement armé et entraîné, Tsahal devient une force de frappe redoutable » d'environ 60 000 combattants , en juillet 1948.
| Progression numérique des Forces israéliennes (Source: Ahron Bregman (2002), p. 24, citant le journal de David Ben Gourion Tableau importé de Wikipedia anglophone) | Progression numérique des Forces israéliennes (Source: Ahron Bregman (2002), p. 24, citant le journal de David Ben Gourion Tableau importé de Wikipedia anglophone) |
| --- | --- |
| 4 juin | 40 825 |
| 17 juillet | 63 586 |
| 7 octobre | 88 033 |
| 28 octobre | 92 275 |
| 2 décembre | 106 900 |
| 23 décembre | 107 652 |
| 30 décembre | 108 300 |

### Reprise des hostilités
À la fin de la trêve, Folke Bernadotte présente un nouveau plan de partage accordant la Galilée aux juifs et le Néguev aux Arabes. Le plan est rejeté par les deux parties. Le 8 juillet, les forces égyptiennes reprennent le combat dans le Sud et relancent la guerre.

## Campagne des10 jours(8 juillet 1948-18 juillet 1948)
Après les premières attaques égyptiennes, les dix jours entre les deux trêves sont dominés par une vague d'attaques des Israéliens et une attitude défensive des Arabes. Les trois offensives israéliennes qui ont lieu ont été préparées durant la première trêve. L'opération Dani, la plus importante, vise à sécuriser et élargir le couloir israélien entre Jérusalem et Tel-Aviv en capturant les villes étapes Ramle et Lydda (renommée plus tard Lod).
La seconde offensive, l'opération Dekel, a pour objectif la capture de la Galilée, incluant la ville arabe de Nazareth.
Enfin l'opération Kedem, qui se voit attribuer le moins de ressources, vise à sécuriser les vieux quartiers de Jérusalem.

### OpérationDani

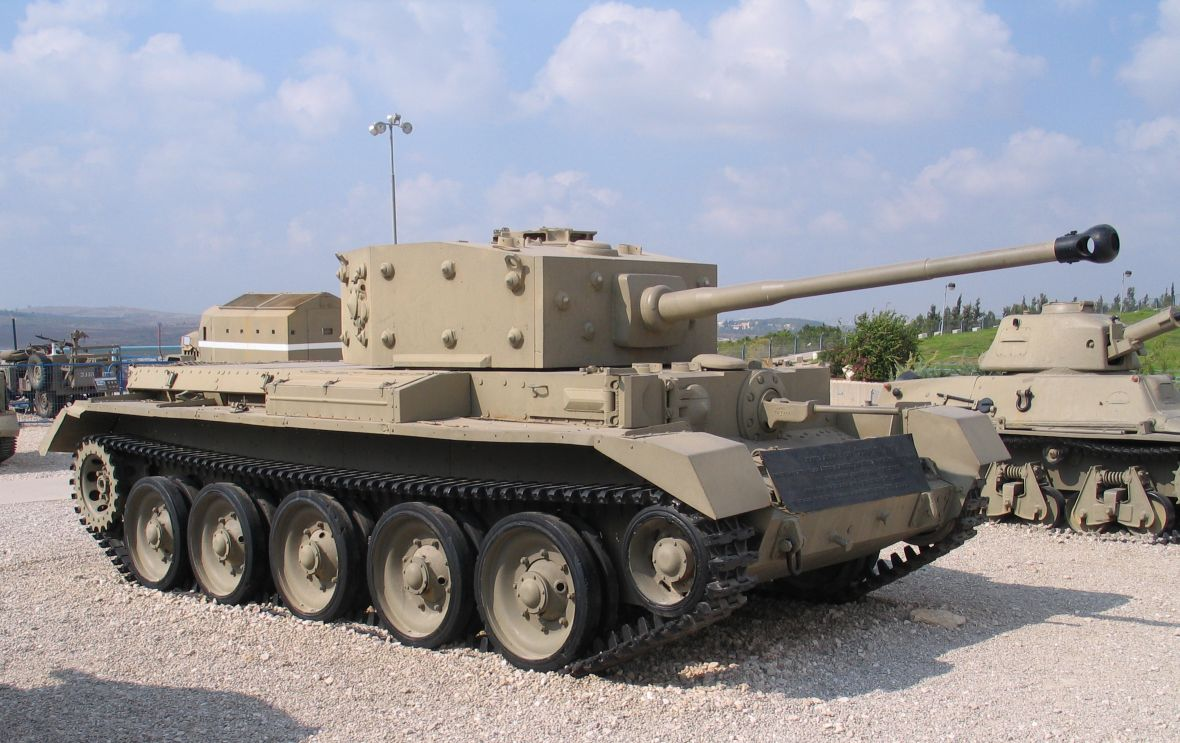
Un char Cromwell au Yad la-Shiryon Museum, Israël.

Dans le but de désenclaver Jérusalem, l'état-major lance l'opération Larlar visant à pénétrer dans le secteur jordanien suivant l'axe : Lydda - Ramle - Latroun - Ramallah. Seule la première phase, l'opération Dani, réussit, avec la conquête de Lydda et Ramle. Latroun et Ramallah ne tombent pas.
Lydda est protégée principalement par l'armée jordanienne secondée par des milices palestiniennes. La ville est attaquée simultanément par le nord et par l'est. Pour la première fois dans le conflit, les Israéliens déploient des bombardiers.
Le 11 juillet 1948, Lydda tombe aux mains des Israéliens et Ramle est capturée le jour suivant.
Les 15 et 16 juillet, une première attaque contre Latroun échoue. Le 18 juillet, la brigade Yiftach mène une seconde attaque avec des véhicules armés (dont deux chars Cromwell) mais l'offensive israélienne échoue à nouveau.
La prise de Lydda et Ramle s'accompagne de l'un des plus grands massacres de la guerre. Plus de 250 habitants y sont exécutés après les combats. De plus, à partir du 14 juillet, les forces armées israéliennes expulsent de nombreux habitants de Lydda (Lod), Ramle et des zones avoisinantes et les poussent sur la route de Ramallah. Ces expulsions concernent entre 50 000 et 60 000 habitants sur les 80 000 de la zone. Ces événements ne sont pas reconnus aujourd'hui officiellement par les autorités israéliennes. En 2000, The conquest of Lydda, july 1948, publié par le ministère de la Défense, n'admet qu'une « expulsion partielle » et conteste tout massacre.

### OpérationDekel

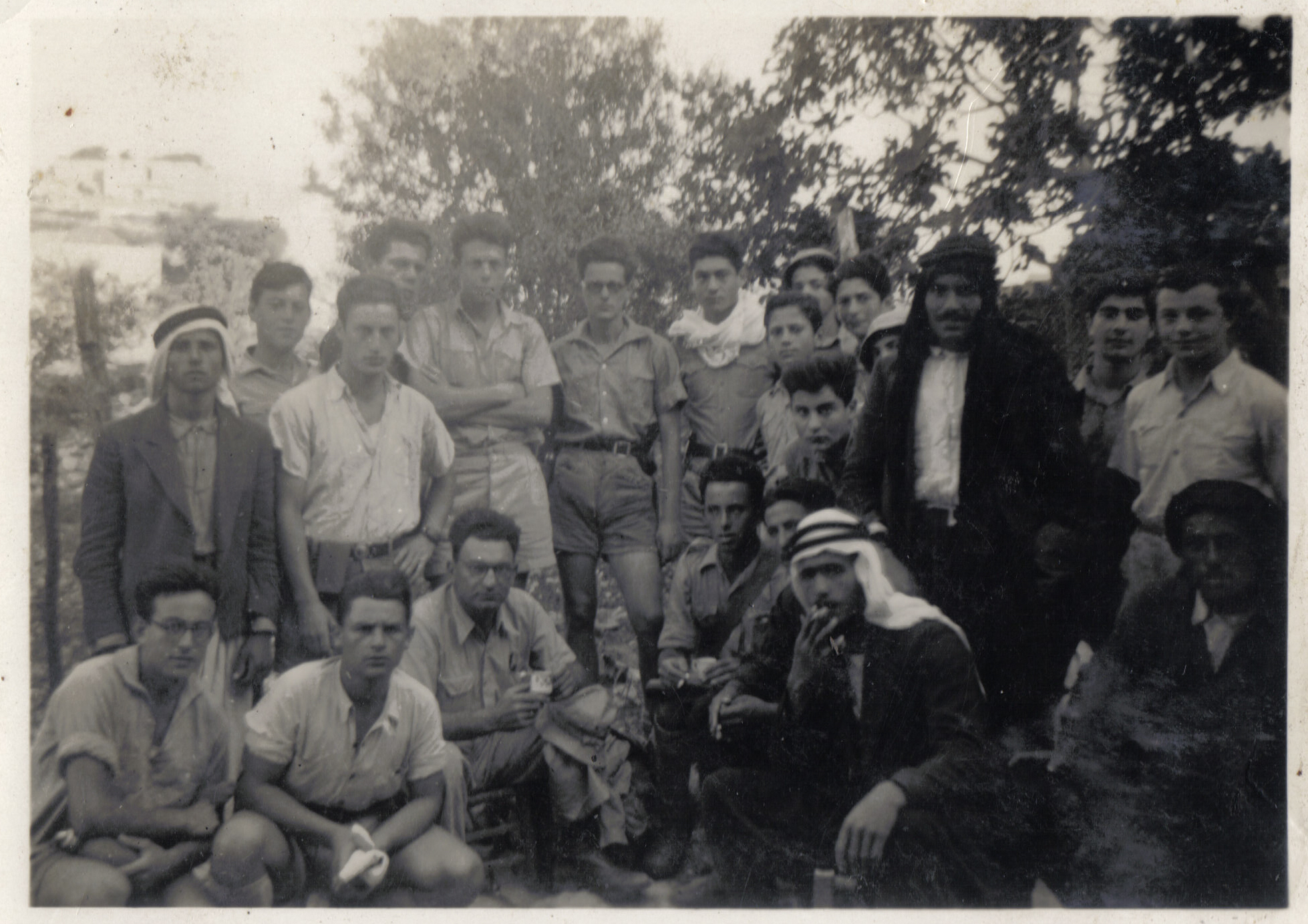
Soldats de la brigade Golani avec des habitants arabes de Galilée, durant l', juillet 1948

Pendant que l'opération Dani prend place dans le centre du pays, l'opération Dekel est menée au nord. L'opération est dirigée par Haïm Laskov qui dispose de la 7e brigade Sheva, sous les ordres du volontaire juif canadien Ben Dunkelman, du 21e bataillon de la brigade Carmeli et du 13e bataillon de la brigade Golani.
L'opération se déroule en deux phases. Dans un premier temps, à partir du 8 juillet, les troupes israéliennes font mouvement vers l'est depuis Acre vers Nazareth qui est capturée le 16 juillet. Dans une seconde étape, du 15 au 18 juillet, elles s'emparent d'une vingtaine de villages entourant Nazareth.
Le 18 juillet à 19 h, alors que la seconde trêve est déclarée, Israël occupe le sud de la Galilée, de la baie d'Haïfa au lac de Galilée.
Il existe une polémique autour de la conquête de Nazareth. Ben Dunkelman, nommé entretemps gouverneur militaire de la ville, affirme avoir reçu de Haïm Laskov l'ordre de procéder à l'expulsion des habitants de la ville. « Choqué et horrifié », il refuse et exige des ordres venant d'instances supérieures. L'incident remonte jusqu'à Ben Gourion qui interdit l'expulsion, faisant porter la responsabilité initiale de l'ordre à Moshe Carmel, commandant en chef du front nord. Les habitants de Nazareth ne sont pas expulsés mais Haïm Laskov nomme un autre officier supérieur gouverneur militaire de Nazareth.

### OpérationKedem
L'opération Kedem vise à prendre toute la ville de Jérusalem, et surtout la vieille ville, tombée aux mains des Jordaniens qui en ont expulsé la population juive.
Prévue dans un premier temps pour être menée par l'Irgoun et le Lehi le 9 juillet, juste après la première trêve, l'opération Kedem est reportée par David Shaltiel. En effet, celui-ci met en doute leurs chances de succès à la suite de l'échec de la capture de Deir Yassin sans l'aide de la Haganah.
Le plan d'attaque prévoit que les forces de l'Irgoun, commandée par Yehouda Lapidot (Nimrod), doivent entrer par la porte Bab al Jedid, le Lehi passant par le mur partant de Bab al Jedid et par la porte de Jaffa, enfin le bataillon Beit Hiron passant par le mont Sion.
La bataille est prévue pour débuter avec le Chabbat, le vendredi 16 juillet à 20 h, un jour avant le second cessez-le-feu. Cependant l'organisation tourne mal et l'opération est reportée à 23 h puis à minuit, pour en fin de compte commencer à 2 h 30 du matin. L'Irgoun réussit à se frayer un chemin par la porte Bab al-Jedid mais les autres escouades échouent dans leurs objectifs. À 5 h 45, David Shaltiel est contraint d'ordonner la cessation des hostilités et de replier ses troupes. La vieille ville restera aux mains des Jordaniens jusqu'au 7 juin 1967.

## Seconde trêve (18 juillet 1948-15 octobre 1948)
Le « 15 juillet, le Conseil de Sécurité condamne en des termes d'une grande sévérité l'agression arabe, ordonne un cessez-le-feu immédiat et menace d'appliquer à la partie récalcitrante les sanctions prévues par l'article VII de la charte des Nations unies ». Sur le terrain, les défaites militaires s'accumulent pour la partie arabe : « Cette fois, les Arabes prennent l'exacte mesure de leur échec, de même que les Britanniques qui, affolés, pressent à la trêve. Effectif le 17 juillet à Jérusalem, le cessez-le-feu est étendu dès le lendemain à l'ensemble du pays. Vu du côté juif de la barricade, la « guerre des Dix Jours », comme on a appelé la campagne de juillet, est un franc succès ».

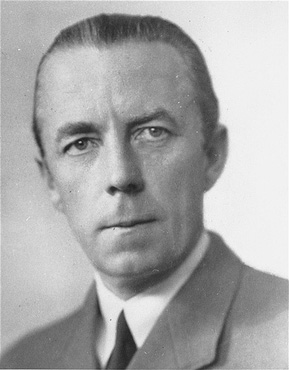
Folke Bernadotte, émissaire des Nations unies

Pendant la nouvelle trêve, les diplomates tentent de trouver une issue au conflit. Le 16 septembre, Folke Bernadotte propose un nouveau plan de partage de la Palestine, dans lequel la Jordanie annexerait les zones arabes comprenant le Néguev, Ramle et Lydda. C'est la fin de l'hypothèse d'un État autonome palestinien. Ce plan prévoit également un État juif occupant l'entière Galilée, le passage entre la bande côtière et Jérusalem sous contrôle international et le rapatriement (ou dédommagement) des réfugiés. À nouveau, le plan est refusé par toutes les parties et son créateur est assassiné à Jérusalem, avec son adjoint militaire, le colonel français Sérot par un commando du Lehi le 17 septembre.
Les États arabes refusent toujours l'existence d'Israël, mais également l'annexion par la Transjordanie des parties arabes de la Palestine.
Du côté israélien, le plan est considéré comme trop défavorable territorialement à Israël dont les armées semblent en position de l'emporter. La droite sioniste, en particulier, multiplie les menaces contre Bernadotte, et ce depuis son premier plan du 27 juin 1948, qui ne laissait que 20 % du territoire palestinien à Israël. Le 1er août, Israël Eldad, un des trois dirigeants du Lehi avait déjà déclaré, lors d’une assemblée publique à Jérusalem : « Les combattants pour la liberté d’Israël adressent une mise en garde aux observateurs de Nations Unies [et] aux généraux de Bernadotte […]. Nous emploierons contre les représentants d’un pouvoir étranger les mêmes méthodes que nous avons employées contre les Britanniques ». D’après Israël Eldad, la décision de tuer Bernadotte est prise en août par les trois dirigeants du « centre » , soit la direction du Lehi.
Le nouveau plan de Bernadotte entraîne le passage à l'acte, dès le lendemain de son annonce. Le 17 septembre, Bernadotte est assassiné par le Lehi. On sait aujourd'hui que « le meurtre a été planifié par Zettler, le commandant de la section de Jérusalem (la dernière en activité et la plus dure), qu'il a été décidé au plus haut niveau par les trois responsables du centre », Nathan Yalin Mor, Yitzhak Shamir et Israël Eldad, et que l'exécution en a été confiée à un vétéran du Lehi, Yéhoschua Cohen. En 24 heures, plus de 250 membres du Lehi sont interpellés dans tout le pays. Le gouvernement en profite pour dissoudre les unités de l'Irgoun à Jérusalem, bien qu'il sache qu'elles n'ont pas été mêlées au crime. Le surlendemain, « le Lehi est officiellement dissout au titre d'une loi « pour la prévention du terrorisme » ». L'entreprise d'intégration du Lehi et de l'Irgoun à Tsahal, largement entamée pendant la première trêve, est donc achevée avec la seconde. « Zettler affirmera avoir reçu une promesse explicite du ministre de l'intérieur Yitzhak Günbaum : « Vous serez condamnés pour satisfaire l'opinion mondiale. Après quoi vous serez amnistiés ». » De fait, Yalin Mor et son adjoint, condamnés le 2 février 1949 à plusieurs années de prison, non pour meurtre mais pour appartenance à une organisation terroriste, seront relâchés deux semaines après ; tous les autres détenus du Lehi bénéficieront d'une amnistie générale.
Bernadotte est rapidement remplacé par l'Américain Ralph Bunche. Celui-ci ne proposera plus de plan général de paix, se contentant de favoriser des accords de cessez-le-feu.
Durant cette seconde trêve (18 juillet - 15 octobre), l'armée israélienne a continué à se renforcer. Elle passe de 63 586 combattants au 17 juillet à 88 033, le 7 octobre 1948. Pendant ces trois mois de trêve, les Israéliens « nettoient » les villages pris encore peuplés et de nombreuses habitations sont dynamitées pour raisons militaires. Ils mettent également en place les préparatifs de l'opération Avak.
Pendant la seconde trêve, à l'inverse, les pays arabes n'ont pas su résoudre leurs faiblesses initiales : manque de commandement commun, manque de combattants, lesquels sont désormais moins nombreux que les combattants israéliens.

## Faits accomplis (15 octobre 1948-juin 1949)

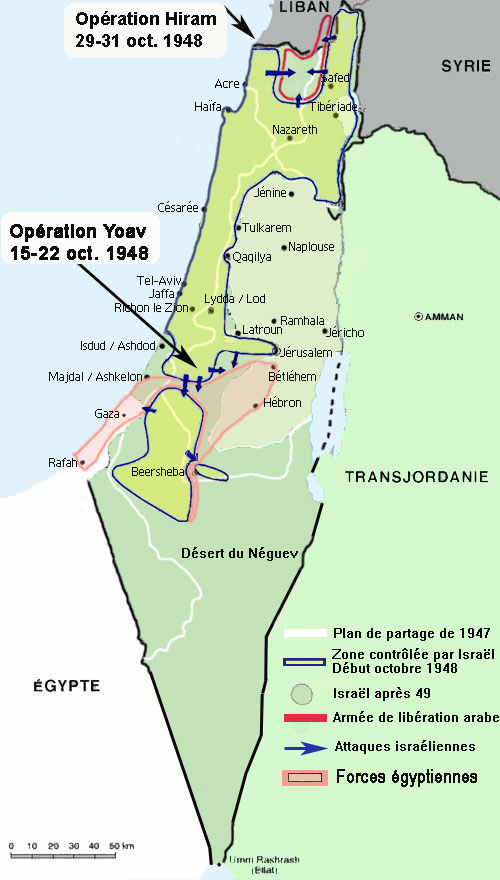
Carte des positions militaires au début octobre 1948

Cette période voit se clore le conflit et se consolider l'emprise territoriale d'Israël et de la Jordanie.

### L’opérationYoavsur le Nord Néguev (15-22 octobre 1948)
La situation dans le Nord Néguev est considérée comme insatisfaisante par la direction israélienne. En effet, les implantations juives qui s’y trouvent sont encerclées par les forces égyptiennes, empêchant l’inclusion de la région dans le nouvel État, et créant une situation militaire toujours très tendue du fait de l’enchevêtrement des positions. Les Israéliens estimant avoir les moyens militaires de prendre l’avantage dans la zone vont donc y lancer une opération.
Selon les journalistes Alain Gresh et Dominique Vidal, le prétexte en est trouvé par une rupture égyptienne du cessez-le-feu, elle-même provoquée par l’envoi d’un convoi de ravitaillement israélien vers les colonies encerclées du Nord Néguev. « L’état-major [israélien, qui a] mandé la caravane pour qu’elle serve de cible », est bien préparé. Dès la constatation officielle de la rupture de la trêve par les observateurs de l’ONU, il lance une offensive contre les Égyptiens.
Ygal Allon commande l’opération, originellement appelée « Dix plaies » puis rebaptisée Yoav, qui se déroule du 15 au 22 octobre 1948 dans le Néguev. Il dispose initialement des trois brigades d’infanterie HaNeguev, Yiftach et Givati et de la 8e brigade blindée ainsi que d’un soutien important d’artillerie, de la totalité de la petite marine israélienne et d’une solide couverture aérienne offerte par la totalité de la nouvelle armée de l’air. Les brigades Harel et Oded renforceront de plus le front en cours d’opération,.
L’aviation israélienne commence par « endommage[r] gravement les appareils égyptiens posés sur l’aérodrome d’El Arish ». L'opposition des forces arabes, environ 11 000 hommes est vigoureuse, et plusieurs compagnies de Tsahal sont même « étrillées » mais une partie du Nord Néguev tombe quand même entre les mains de Tsahal, et sa capitale Beersheba elle-même est capturée dans une opération surprise le 21 octobre. « Le vaisseau amiral de la flotte égyptienne, l’Emir Farouk, est coulé avec 700 hommes, et la 4e brigade du général Taha Bey – 3 000 combattants d’élite – est encerclée dans la poche de Falouja. La réaction des alliés de l’Égypte est caractéristique : au lieu d’ouvrir un second front, la Légion arabe du roi Abdallah fait mouvement vers Bethléem et Hébron pour combler le vide laissé par les Égyptiens ». Si Israël élargit son territoire, la Transjordanie en fait autant. Jusqu’alors, elle tenait la Samarie (Nord de la Cisjordanie). Grâce à l’offensive israélienne, elle tient maintenant aussi la Judée (Sud de la Cisjordanie), où elle remplace les Égyptiens qui se replient vers le sud pour éviter d’être coupés de leur territoire par l’attaque israélienne.
Le 22 octobre, un nouveau cessez-le-feu est imposé aux belligérants, et surtout aux Israéliens, qui souhaitent pousser leur avantage. Yitzhak Rabin écrira : « Nous menions de front la lutte contre les Égyptiens et une course contre la montre face à une trêve proposée par les Nations unies ». Cette réticence à stopper une offensive victorieuse explique « pendant la trêve, les attaques successives des soldats hébreux, qui refoulent progressivement les Égyptiens. À la mi-novembre, seuls s’obstinent encore, prisonniers dans la nasse de Falouja, 2 000 à 3 000 officiers et soldats du Caire ».

### L’opérationHiramen Galilée (28-31 octobre 1948)

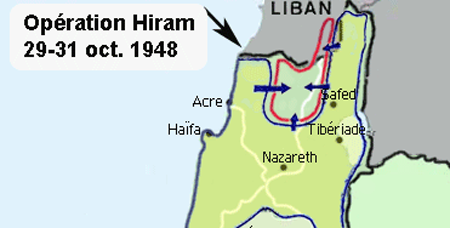
Carte de l’.

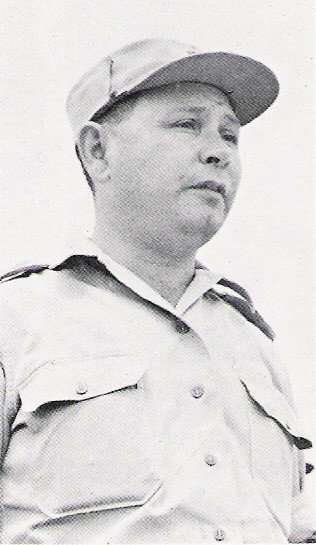
Moshe Carmel, responsable de l’.

Profitant du cessez-le feu qui est maintenu avec les Jordaniens sur le front central, et du cessez-le-feu qui vient d’être rétabli le 22 octobre avec les Égyptiens, les Israéliens s’emploient maintenant à concentrer leurs forces dans le Nord, contre la poche arabe de la Galilée qui continue à leur échapper. Cette poche est relativement vulnérable, dans la mesure où elle n’est défendue que par les volontaires de l’Armée de libération arabe, mais qu’aucune armée d’un État n’y est déployée.
L’opération Hiram débute le 28 octobre. Elle est précédée de nombreux bombardements avant l’entrée en action de quatre brigades israéliennes : Golani, Carmeli, Sheva et Oded sous les ordres de Moshe Carmel. En 60 heures, elles chassent les 1 500 à 3 000 hommes de l’Armée de libération arabe vers le Liban, et achèvent ainsi la conquête de tout le Nord de l’ancienne Palestine mandataire. L’armée israélienne passe également de l’autre côté de la frontière avec le Liban, pour poursuivre les fuyards, et progresse ainsi jusqu’au fleuve Litani.
Les pertes militaires arabes sont élevées, avec 400 morts et presque autant de prisonniers.
Durant et après l’opération, plusieurs massacres (la moitié du total de ceux commis durant la guerre d’après Benny Morris) vont se produire et les habitants de nombreux villages palestiniens vont être expulsés,,,.

### L’opérationHorevet la conquête du Nord Néguev (22 décembre - 7 janvier 1949)

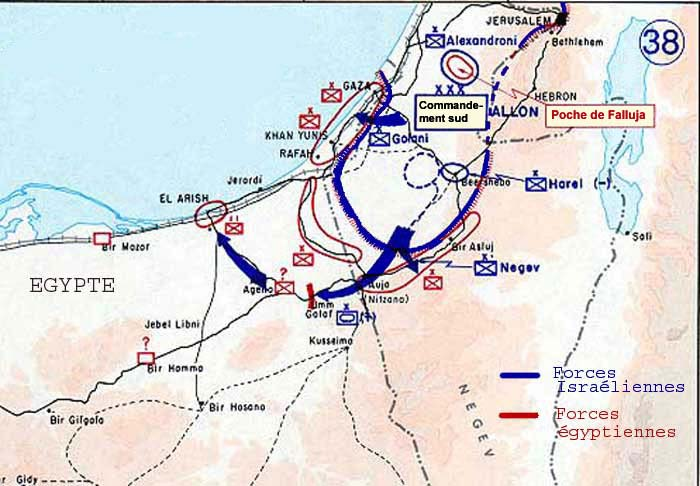
L’.

« Dans le Néguev, l’opération Horev se déclenche le 22 décembre, à la suite de diverses violations égyptiennes du cessez-le-feu. (…) L’aviation se donne pleinement, effectuant 243 sorties et répandant 226 tonnes de bombes. Non seulement les soldats juifs assomment les ultimes défenses égyptiennes et réduisent la poche de Falouja, mais ils pénètrent également dans l’actuelle bande de Gaza. Diversion, dans le but de cacher, plus au Sud, l’entrée des troupes israéliennes dans le Sinaï égyptien à travers Al Auja, tombé le 27. Violant la frontière, elles fouleront les pistes de l’aéroport d’El Arish, quand les pressions diplomatiques, incessantes depuis le début de la manœuvre, se feront insoutenables ».
Londres menace en particulier d’intervenir militairement, au titre de son traité de défense avec l’Égypte. L’armée israélienne évacue le Sinaï. Au cours de l’opération, les forces aériennes israéliennes abattent cinq avions de reconnaissance britanniques.
Tout le nord du Néguev est maintenant israélien, sauf la poche égyptienne de Falouja, qui a résisté vigoureusement, infligeant des pertes sévères à Tsahal. Les Égyptiens l’évacueront le 24 février 1949, après l’armistice israélo-égyptien.
Sur l’ensemble de l’opération Horev, les forces terrestres égyptiennes ont perdu 170 officiers et 3 800 hommes (dont 18 aviateurs et 58 marins) qui ont été tués, blessés ou capturés. Une brigade est encerclée dans la poche de Falouja. Dans ces conditions, l’Égypte ne peut poursuivre les combats et est contrainte d’accepter un accord politique.

### L’opérationOuvdaet la prise du Néguev central et méridional (mars 1949)

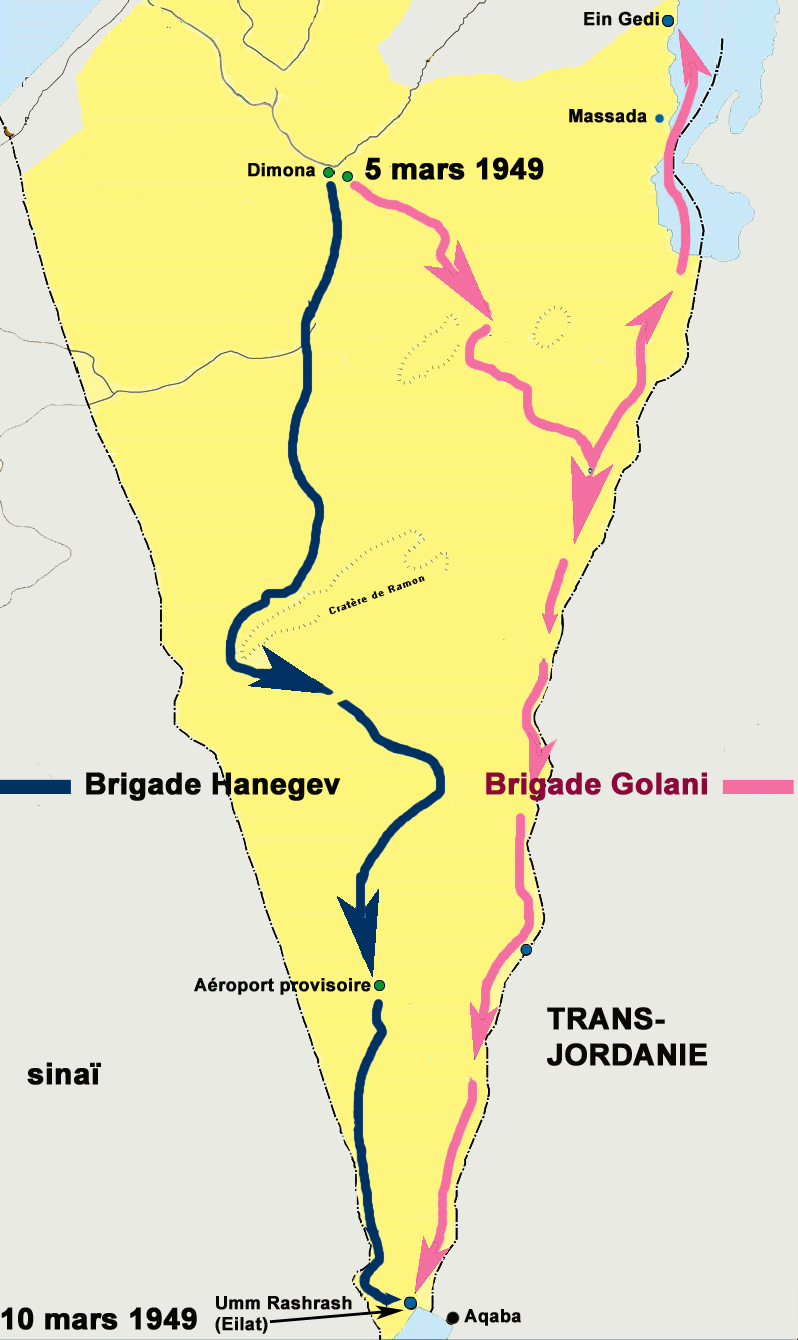
Carte de l’.

Le Nord Néguev occidental est passé sous contrôle israélien complet en janvier 1949. Le désert lui-même (Nord-Ouest, Centre et Sud du Néguev), quasiment sans population, est resté un no man’s land, malgré quelques rares patrouilles des forces armées jordaniennes.
La zone est majoritairement attribuée à Israël par le plan de partage de 1947. Mais pendant plusieurs mois, Israël s’est abstenu d’y pénétrer, même après la victoire sur les Égyptiens au début de janvier 1949. La zone n’est pas prioritaire, et l’engagement de Tsahal dans une région toute en longueur, coincée entre l'armée égyptienne et l'armée jordanienne, n’est pas sans risque.
Le 24 février, Israël signe un cessez-le-feu avec l’Égypte qui neutralise l’armée égyptienne.
Après avoir tenté d’obtenir sans succès des Jordaniens qu’ils se retirent d’eux-mêmes, Israël décide d’occuper la zone et lance le 5 mars l’opération Ouvda, ou Uvda (« travail accompli »), avec les brigades Golani et HaNeguev.
Les deux points culminants de Ouvda sont la prise d’Ein Gedi, sur les rives ouest de la mer Morte, le 7 mars 1949, en face du territoire de la Jordanie (Nord-Ouest du Néguev) et la prise du petit village de pêcheurs palestiniens arabes Um Rashrash le 10 mars, sur la mer Rouge, où, à partir de 1950, seront construits la ville et le port d’Eilat à l’extrême-Sud du Néguev.
Du 5 au 10 mars, Tsahal se déploie dans tout le Néguev. L’objectif des forces jordaniennes est à l’époque de confirmer leur conquête de la partie orientale de l'ancienne Palestine arabe qui deviendra entre 1949 et juin 1967 la Cisjordanie, et non pas de relancer la guerre contre les Israéliens, lesquels menacent par ailleurs de conquérir toute la Samarie. Le royaume hachémite de Jordanie préfère donc continuer ses négociations de cessez-le-feu avec Israël commencées en janvier et se retire du Néguev sans combattre. Les unités des brigades HaNeguev et Golani entrent en concurrence pour déterminer qui atteindra la mer Rouge en premier. Ce sera le 10 mars à 15 h pour la brigade HaNeguev et deux heures plus tard pour la brigade Golani.
Parce que l’opération Ouvda fut la dernière opération militaire de la première guerre israélo-arabe, la levée du drapeau israélien sur la station de police de Umm Rashrash le 10 mars à 16 h est souvent considérée comme marquant symboliquement la fin de cette guerre. Les frontières d’Israël ne deviennent cependant définitives que le 1er juin 1949, après l’abandon par la Jordanie de la région dite du « Triangle ».

### L’annexion du Triangle (juin 1949)

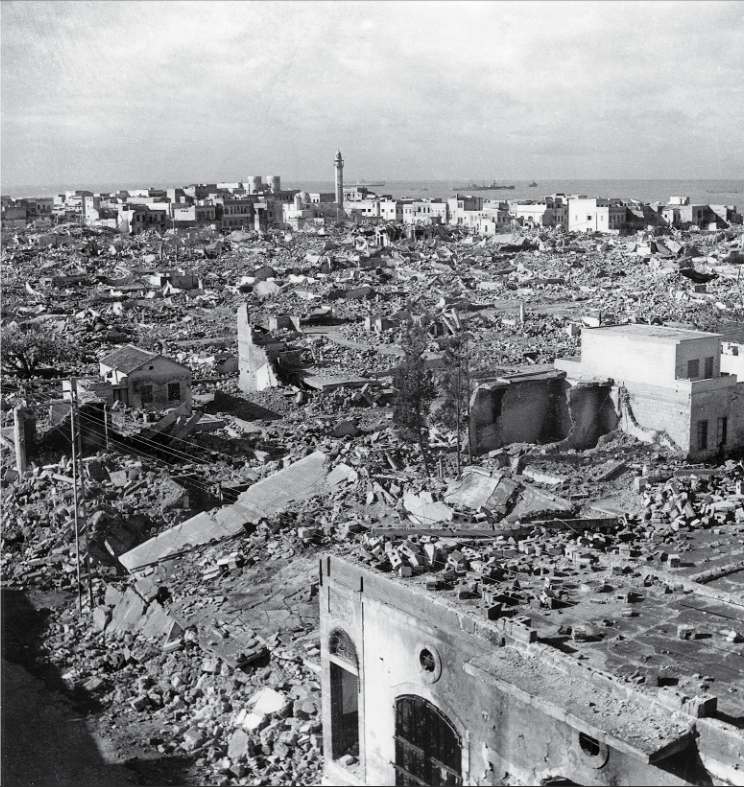
Destructions aux alentours de Jaffa, 2 décembre 1948

Dans le Nord-Ouest de la Samarie, le front israélo-arabe est tenu par les troupes des Hachémites d’Irak, alliés des Hachémites de Jordanie. Depuis la seconde trêve du 18 juillet 1948, les affrontements ont cessé entre Israéliens, Jordaniens et Irakiens. Plusieurs raisons expliquent cela : les Israéliens ont donné priorité à la conquête du Nord-Néguev et de la Galilée ; les Jordaniens et Israéliens respectent leur accord partiel de partage territorial datant de décembre1947 ; les Jordaniens ont un accord de défense avec Londres qui inquiète les Israéliens (on sait aujourd’hui que les Britanniques n’entendaient pas intervenir, sauf en cas d'invasion de la Jordanie proprement dite, mais cette information était ignorée des Israéliens) ; les armées jordaniennes et israélienne sont les plus fortes du conflit et un affrontement serait donc potentiellement très coûteux, comme l’ont montré les affrontements autour de Jérusalem en mai, juin et juillet 1948.
À compter de janvier 1949, des négociations politiques officieuses s’engagent entre Jordaniens et Israéliens. Elles se transforment en négociations officielles à Rhodes à partir de la fin février 1949. Les Irakiens ayant refusé de participer aux négociations de cessez-le-feu, le roi de Jordanie Abdallah Ier négocie donc pour l’ensemble de la zone. De fait « le roi, qui se méfi[e] encore […] des intentions israéliennes en Cisjordanie, n’a pas rapatrié les troupes irakiennes de Samarie. […] En mars 1949, […] les Israéliens déclarent […] qu’ils ne se contenteront pas du retrait des Irakiens de Samarie, mais qu’ils veulent reconsidérer l’avenir de cette région ». Les Israéliens souhaitent échanger de petites zones situées dans la vallée de Beït Shéan et près d’Hébron contre deux larges zones (plus tard dénommées « Triangle ») afin de diminuer la vulnérabilité de la plaine côtière. Ils menacent la Jordanie de reprendre les hostilités si elle n’obtempère pas. « [La zone] comprend Wadi ar'ara (Ara aujourd’hui), ses environs immédiats et la route qui les traverse ; elle relie les deux villes [déjà] israéliennes d’Afoula dans la vallée [de Jezréel] et de Hadera sur la côte. Sur ce trajet se trouvent quinze villages arabes […] de 12 000 habitants ». Les Jordaniens, les Britanniques et les Américains craignent que les habitants ne soient chassés par les Israéliens mais ces derniers leur garantissent qu’ils ne procéderont à aucune expulsion. Fin mars, le roi Abdallah Ier cède à la pression israélienne, « sans doute parce que le gouvernement irakien a […] alors retiré son contingent de Palestine, laissant le roi seul face aux Israéliens » et le 30 mars 1949, un armistice est signé.
Les troupes israéliennes prennent petit à petit le contrôle de la zone à partir du 6 mai et sont généralement bien accueillies par la population. Les hommes ont reçu des ordres stricts de ne pas s’en prendre à elle. Le transfert d’autorité se déroule calmement, presque sans expulsion ou pression sur les habitants. Les Israéliens expulsent néanmoins les réfugiés présents dans le Triangle, arguant que les accords d’armistice ne protègent que les habitants locaux et que les réfugiés causent des problèmes à ceux-ci. Le 1er juin, les Israéliens achèvent la prise de contrôle effective de la zone.
Avec cette dernière opération, Israël finit de tracer les frontières qui seront les siennes jusqu’en juin 1967.

## Bilan

### Pertes israéliennes
Parmi les pertes israéliennes, il y a au 900 soldats israéliens et 96 soldates israéliennes qui sont faits prisonniers. Ces dernières, contrairement à leurs craintes et aux représentations des risques pour une femme prisonnière, n’ont pas subi de violences sexuelles.

### Pertes dans le camp arabe
Parmi les pertes dans le camp arabe, il y a eu des milliers de prisonniers enfermés dans des camps qui regroupent à la fois des combattants faits prisonniers (qui peuvent être qualifiés de prisonniers de guerre) et de civils d’âge militaire (entre 15 et 50 ans mais parfois d’âge sortant de cette fourchette). Leur nombre est estimé à 8 000 dont les derniers sont libérés en 1955, après des années de travail forcé . Voir Camps israéliens de prisonniers de guerre.

### Pillage des biens palestiniens
Pendant la guerre et l'expulsion des Arabes, les sionistes puis Israël (en tant que gouvernement) et les Israéliens (pour leur propre compte) ont mis à sac la Palestine, de diverses manières. Les maisons qui n'ont pas été détruites ont été confisquées, ainsi que les terres, au profit de l'État (principalement via la loi sur la propriété des absents, qui légalise après coup le processus). Le Gardien de la propriété des absents, chargé de les administrer, fournit un premier décompte : 45000 maisons, 7000 boutiques, 500 ateliers, un millier d'entrepôts.
David Ben Gourion note dans son journal diverses occurrences de pillage et commente la « frénésie de pillage ; individus, groupes, hommes, femmes et enfants. Ils descendaient comme des vautours sur le butin : portes, fenêtres, vêtements, carreaux. ». Pendant la seule expulsion de Lydda et Ramle, l'armée israélienne charge 1800 camions du butin pris à Lydda. Tout ces biens permettent d'accueillir dans de bonnes conditions les centaines de milliers de juifs immigrant en Israël après la guerre.
Diverses estimations de la valeur totale des biens privés pillés ont été proposées. À l'époque, le haut comité arabe propose 6 milliards de dollars. Les calculs de Sami Hadawi et Kubrusi aboutissent à 743 millions de livres ou 3 milliards de dollars (valeur de 1948). Cette dernière estimation comptabilise les biens privés (terres, maisons, mobilier, capitaux industriels et commerciaux, dépôts en banque) mais pas les biens publics (infrastructures, mines, archives, bâtiments publics, etc.).

## Conséquences

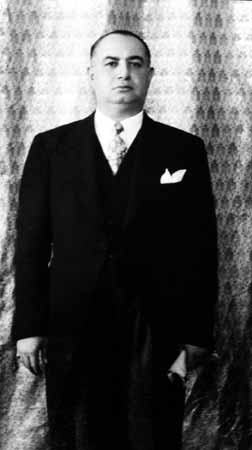
Le Syrien Housni al-Zaïm, auteur du premier coup d’État militaire de l’après-guerre dans un pays arabe.

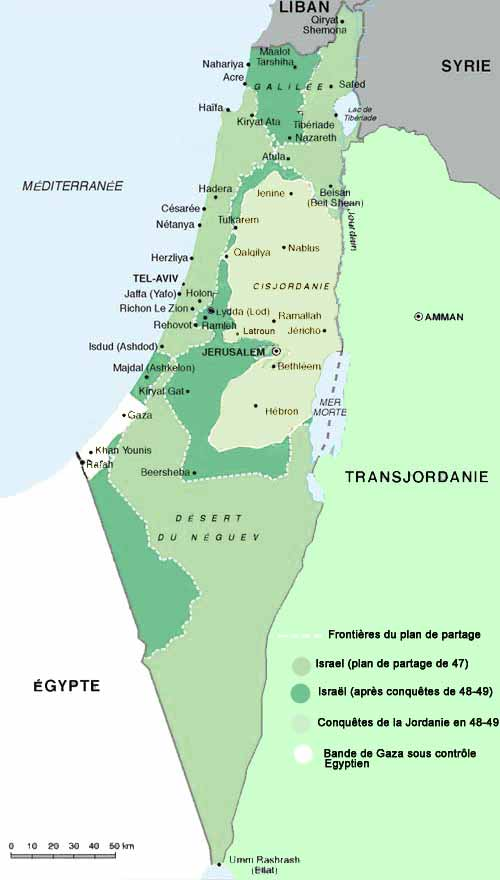
Carte des évolutions territoriales entre 1947 et 1949 : l’État palestinien prévu par le plan de partage de 1947 n’est pas créé. Israël, l’Égypte et la Transjordanie se partagent son territoire

En 1949, Israël signe des accords de cessez-le-feu avec l’Égypte (le 24 février), le Liban (le 23 mars), la Transjordanie (le 3 avril) et la Syrie (le 20 juillet). L’Irak refuse par contre d’entrer dans des négociations d’armistice.
Les conséquences de la victoire israélienne sont multiples, tout à la fois politiques, militaires, territoriales et démographiques.

### Conséquences politiques
Sur le plan politique, les États arabes ont été ébranlés par la défaite, qui est appelée Al Naqba, la catastrophe. La plupart des responsables politiques de la période seront assassinés ou renversés dans les années qui suivront, sur fond de poussée du nationalisme arabe : assassinat du Premier ministre égyptien Nokrachy Pacha fin décembre 1948 par un Frère musulman ; renversement en mars 1949 du président syrien Shukri al-Kuwatli par le coup d’État militaire de Housni al-Zaïm ; assassinat d’Abdallah Ier de Jordanie par un Palestinien le 20 juillet 1951 ; coup d’État en Égypte le 23 juillet 1952.
En Israël, le Mapaï (parti travailliste) était déjà le parti dominant au sein du Yichouv depuis 1931. La victoire militaire conforte encore son prestige. Il restera au pouvoir pendant encore presque 30 ans, jusqu’à la victoire électorale du Likoud aux élections législatives de juin 1977.
La Turquie a été l’un des premiers pays à reconnaître officiellement l’État d’Israël en mars 1949, après la fin du conflit. Cette reconnaissance rapide s’inscrit dans la volonté turque de se rapprocher des puissances occidentales et de maintenir une politique étrangère pragmatique.

### Conséquences militaires
Sur le plan militaire, la Grande-Bretagne a évacué ses troupes de Palestine et le dernier haut commissaire britannique en Palestine l'a quitté, dans la journée du 15 mai 1948. Sa présence était une des raisons du soutien soviétique à Israël.
Mise en cause pour son soutien jugé insuffisant aux armées arabes, la Grande-Bretagne devra dans les années suivantes quitter les pays de la région où elle avait encore une présence militaire : Égypte, Irak et Jordanie. C’est ce qui déclenchera notamment la crise de Suez.
L’armée israélienne s’affirme de son côté comme la plus grande, la mieux organisée et commandée des puissances militaires du Proche Orient.

### Conséquences territoriales

Civils palestiniens et militaires israéliens, après l’entrée de ces derniers dans Falouja, à la suite de l’accord d’armistice israélo-égyptien de février 1949, accord ayant entraîné l’évacuation des forces égyptiennes de la zone.

Le projet d’un État palestinien est abandonné. La bande de Gaza est conquise puis administrée par l’Égypte. Israël, qui avait pénétré tout le secteur occidental de Jérusalem à compter de mai et juin 1948, annexe Jérusalem-ouest (en février 1949) et dispose de 78 % de l’ancienne Palestine mandataire, au lieu des 55% qui étaient prévus par le plan de partage de l’ONU du 29 novembre 1947. La Jordanie, qui avait conquis le secteur oriental de Jérusalem dès juillet 1948, annexe en 1950 Jérusalem-est et la Cisjordanie : L'ancien Émirat de Transjordanie, créé par les Britanniques le 21 avril 1921, s'est transformé le 25 mai 1946 en un État indépendant, le royaume hachémite de Jordanie.
Les frontières issues des accords de cessez-le-feu seront ensuite connues sous le nom de « Ligne verte ».
Tant la partie arabe que la partie israélienne ont refusé de considérer les frontières issues du cessez-le-feu comme étant des frontières définitives : « Aucune disposition du présent accord ne préjugera en aucune manière des droits, revendications et positions des parties quant aux règlements territoriaux ultérieurs, du tracé des frontières ou des revendications de chacune des parties à ce sujet ».
Certains membres du gouvernement israélien proposeront de déclarer unilatéralement que les frontières de 1949 étaient les frontières définitives d’Israël, mais d’autres, dont David Ben Gourion, s’y opposeront.
Les termes de l’accord de cessez-le-feu avec la Jordanie sont une des bases sur lesquelles Israël fondera ses revendications territoriales sur la Cisjordanie après la guerre des Six Jours de 1967.
L’ONU de son côté validera implicitement les nouvelles frontières, cessant toute référence à son plan de partage de 1947.

### Conséquences démographiques

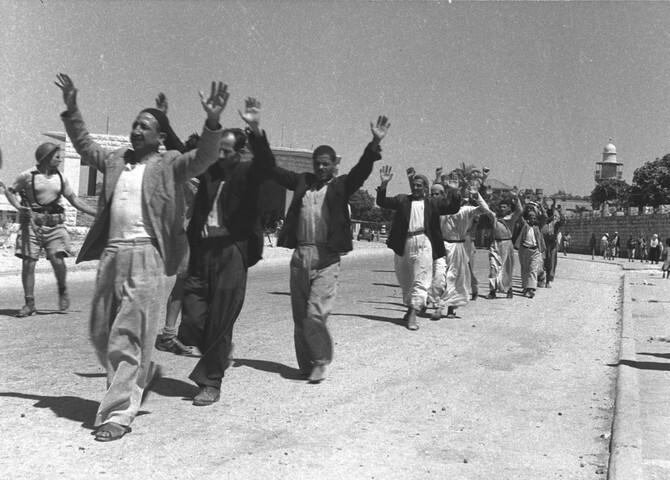
Palestiniens détenus lors de l'expulsion de Ramle, juillet 1948

Si on ajoute les morts de la période de guerre civile de novembre 1947 à mai 1948, la première guerre israélo-arabe a causé environ 5 800 morts israéliens dont un quart de civils et 500 femmes. Cela représente moins de 1 % des 650 000 personnes de la population juive d'alors. Cette première guerre a également provoqué 12 000 blessés graves, parmi les combattants israéliens. Il s’agit de la guerre la plus longue et la plus sanglante des conflits israélo-arabes pour les Israéliens.
Du côté palestinien, le nombre de victimes n’a jamais été décompté avec précision. En 1950, Amin al-Husseini le chiffre à 12 000 morts. Benny Morris l’estime entre « légèrement et nettement » supérieur à celui des pertes israéliennes. Rosemarie Esber l'évalue à 20 000. Quant aux armées des pays arabes, l’Égypte annonce en 1950 les chiffres de 1 400 morts et 3 700 invalides. Les Jordaniens, les Irakiens et les Syriens subirent plusieurs centaines de morts et les Libanais quelques douzaines.

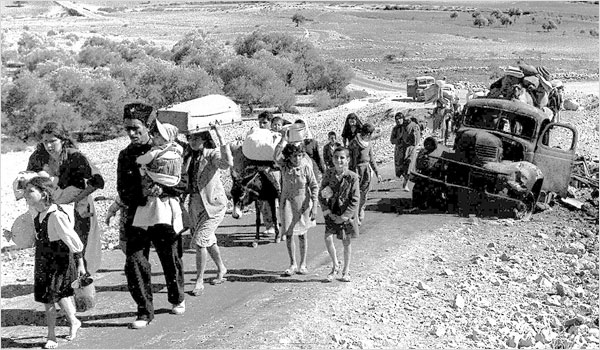
Réfugiés palestiniens en 1948, à la fin du mandat britannique

Sur le plan démographique, le peuplement de la région est modifié en profondeur.
Le conflit a provoqué l’exode d'environ 720 000 arabes palestiniens sur les 900 000 qui vivaient dans ce qui est devenu Israël ainsi que celui de l'ensemble des 10 000 Juifs établis hors de ces frontières. La guerre et la fondation d'Israël déclenchent également l'exode massif des Juifs des pays arabes. En 1970, près de 600 000 d'entre eux auront émigré vers Israël pour y former la communauté séfarade d'Israël. Quelque 150 000 Palestiniens restent en Israël et ont droit à la nationalité israélienne bien qu'avec des droits différenciés. Ils restent soumis à une administration de type militaire jusqu'en fin décembre 1966. Ces Arabes israéliens n'ont pas obligation de service militaire obligatoire à faire, ce qui cependant leur interdit l'accès à la fonction publique israélienne, à certaines professions libérales ou à des prêts bancaires par certains établissements ; ils sont soumis à des lois et des règlements ne permettant pas leur établissement libre partout.
Les Druzes qui furent alliés des Israéliens au cours du conflit ont des droits identiques aux Israéliens juifs : ils doivent notamment effectuer leur service militaire. Toutefois, entre 30 000 et 40 000 parmi ceux vivant le long des frontières sont déplacés ailleurs en Israël ou expulsés. Les réfugiés s’établissent surtout dans l'actuelle Cisjordanie, à Gaza, en Jordanie, au Liban et en Syrie. À la suite de l’annexion de la Cisjordanie par les autorités jordaniennes en 1950, les réfugiés palestiniens ont droit à la nationalité jordanienne et ont le droit de travailler dans le pays, tandis que dans les autres pays arabes, les autres réfugiés n'ont pas le droit de travailler et ne peuvent obtenir la nationalité du pays où ils résident. Ces réfugiés seront alors gérés par l'agence des Nations unies chargée des secours aux réfugiés de la Palestine, créée en décembre 1949 (très connue sous les initiales en anglais : UNRWA). Ils forment ce qui devient la diaspora palestinienne.
Plusieurs sujets restent hautement débattus tant entre les commentateurs des différents conflits israélo-palestinien qu'entre les historiens spécialistes de ces événements :
- La proportion entre les Palestiniens ayant fui volontairement avant les combats ou ayant été chassés à la suite d'actions des groupes armées sionistes (avant mai 1948) puis de celles menées par l'armée israélienne - officiellement mise au point à partir du 26 mai 1948 par le gouvernement provisoire israélien-
- Les causes et les responsabilités de cet exode et de son caractère accidentel ou intentionnel
- La question de leur droit au retour après les combats de 1948/1949